# Yemen
Yemen (/ˈjɛmən/ ⓘ; tiếng Ả Rập: ٱلْيَمَن, đã Latinh hoá: al-Yaman), quốc hiệu là Cộng hòa Yemen (tiếng Ả Rập: ٱلْجُمْهُورِيَّةُ ٱلْيَمَنِيَّةُ, đã Latinh hoá: al-Jumhūrīyah al-Yamanīyah) là một quốc gia nằm ở Tây Á, tọa lạc ở phía nam bán đảo Ả Rập. Yemen là quốc gia lớn thứ hai trên bán đảo, trải rộng trên lãnh thổ 527,968 km² (203,850 sq mi). Đường bờ biển dài khoảng 2.000 km (1,200 mi). Nó có biến giới với Ả Rập Xê Út về phía bắc, biển Đỏ về phía tây, vịnh Aden và biển Ả Rập về phía nam, và Oman về phía đông-đông bắc, và có chung biên giới trên biển với Eritrea, Djibouti, Somaliland và Somalia. Thủ đô được tuyên bố theo hiến pháp của Yemen, và thành phố lớn nhất, là thành phố Sana'a, nhưng thành phố đang nằm dưới sự kiểm soát của phe đối lập từ tháng 2 năm 2015. Vì vậy, thủ đô Yemen hiện tạm thời là thành phố cảng Aden phía duyên hải miền nam.  Đến năm 2021, dân số cả nước ước tính khoảng 30.491.000 người. Yemen có hơn 200 hòn đảo; lớn nhất trong đó là Socotra.
Trong thời cổ đại, Yemen là quê hương của người Sabaeans,  một quốc gia buôn bán bao gồm các phần của Ethiopia và Eritrea ngày nay. Sau đó vào năm 275 CN, vương quốc Himyarite bị ảnh hưởng bởi Do Thái giáo. Cơ đốc giáo đến vào thế kỷ thứ tư. Hồi giáo lan rộng nhanh chóng vào thế kỷ thứ bảy và quân lính Yemen đóng vai trò quan trọng trong các cuộc chinh phục đầu tiên của người Hồi giáo. Một số triều đại nổi lên trong thế kỷ 9 đến thế kỷ 16, chẳng hạn như triều đại Rasulid. Đất nước bị chia cắt giữa đế quốc Ottoman và Anh vào những năm 1800. Vương quốc Zaydi Mutawakkilite của Yemen được thành lập sau Chiến tranh thế giới thứ nhất trước khi thành lập Cộng hòa Ả Rập Yemen vào năm 1962. Nam Yemen vẫn là một quốc gia bảo hộ của Anh với tư cách là Chính phủ bảo hộ Aden cho đến năm 1967 khi nó trở thành một quốc gia độc lập và sau đó là một quốc gia theo chủ nghĩa Mác-Lê nin. Hai nhà nước Yemen thống nhất để thành lập nước Cộng hòa Yemen hiện đại (al-Jumhūrīyah al-Yamanīyah) vào năm 1990. Tổng thống Ali Abdullah Saleh là tổng thống đầu tiên của nước cộng hòa mới cho đến khi ông từ chức vào năm 2012 sau Mùa xuân Ả Rập.
Kể từ năm 2011, Yemen rơi vào tình trạng khủng hoảng chính trị bắt đầu với các cuộc biểu tình đường phố chống lại đói nghèo, thất nghiệp, tham nhũng và kế hoạch của Tổng thống Saleh là sửa đổi hiến pháp nhằm xóa bỏ giới hạn nhiệm kỳ của tổng thống. Tổng thống Saleh từ chức và quyền lực tổng thống được chuyển giao cho Abdrabbuh Mansur Hadi. Kể từ đó, đất nước rơi vào cuộc nội chiến (cùng với cuộc can thiệp quân sự do Ả Rập Xê-út dẫn đầu nhằm khôi phục chính phủ của Hadi) với một số thực thể ủng hộ nhà nước tuyên bố cai trị Yemen: Nội các Yemen / Hội đồng Lãnh đạo Tổng thống, Hội đồng Chính trị Tối cao, và Hội đồng chuyển tiếp miền Nam. Ít nhất 56.000 dân thường và chiến binh đã thiệt mạng trong bạo lực vũ trang ở Yemen kể từ tháng 1 năm 2016. Cuộc chiến đã dẫn đến nạn đói ảnh hưởng đến 17 triệu người. Tình trạng thiếu nước uống an toàn, do các tầng chứa nước cạn kiệt và cơ sở hạ tầng nước của đất nước bị phá hủy, cũng là nguyên nhân dẫn đến đợt bùng phát dịch tả lớn nhất, lây lan nhanh nhất trong lịch sử hiện đại, với số ca nghi ngờ vượt quá 994.751. Hơn 2.226 người đã chết kể từ khi dịch bùng phát bắt đầu lan nhanh vào cuối tháng 4 năm 2017. Cuộc khủng hoảng nhân đạo và xung đột đang diễn ra đã nhận được nhiều lời chỉ trích vì đã gây ảnh hưởng xấu hơn đáng kể đến tình hình nhân đạo của Yemen, mà một số người cho rằng đã đạt đến mức độ của một " thảm họa nhân đạo". và một số người thậm chí còn gán cho nó là một tội ác diệt chủng. Nó đã làm tồi tệ thêm tình hình nhân quyền vốn đã nghèo nàn của đất nước.
Yemen là thành viên của Liên đoàn Ả Rập, Liên hợp quốc, Phong trào Không liên kết và Tổ chức Hợp tác Hồi giáo.  Nó thuộc nhóm nước kém phát triển nhất,  do có vô số "trở ngại nghiêm trọng về cấu trúc đối với sự phát triển bền vững". Năm 2019, Liên hợp quốc báo cáo rằng Yemen là quốc gia có nhiều người cần viện trợ nhân đạo nhất, khoảng 24 triệu người, chiếm 85% dân số. Tính đến năm 2020, quốc gia này được xếp hạng cao nhất trong Chỉ số Trạng thái mong manh, tệ thứ hai trong Chỉ số Đói toàn cầu, chỉ sau Cộng hòa Trung Phi vượt qua và có Chỉ số Phát triển Con người thấp nhất trong số tất cả các nước ngoài châu Phi.

## Tên gọi
Thuật ngữ Yamnat đã được đề cập trong các bia ký Old South Arabian về danh hiệu của một trong những vị vua của vương quốc Himyarite thứ hai được gọi là Shammar Yahrʽish II. Thuật ngữ này có thể dùng để chỉ đường bờ biển phía tây nam của bán đảo Ả Rập và đường bờ biển phía nam giữa Aden và Hadramout. Yemen trong lịch sử bao gồm lãnh thổ rộng lớn hơn nhiều so với quốc gia hiện tại, trải dài từ phía bắc Asir ở tây nam Ả Rập Saudi đến Dhofar ở nam Oman..
Một từ nguyên bắt nguồn của Yemen từ ymnt, nghĩa là "phía nam", và đóng vai trò đáng kể trên khái niệm về vùng đất bên phải. (𐩺𐩣𐩬).
Các nguồn khác cho rằng Yemen có liên quan đến yamn hay yumn, có nghĩa là "trọng tội" hoặc "may mắn", vì phần lớn đất nước màu mỡ, phì nhiêu. Người La Mã gọi nó là Arabia Felix (Ả Rập "hạnh phúc" hoặc "may mắn"), trái ngược với Arabia Deserta ("Ả Rập hoang vắng"). Các nhà văn Latinh và Hy Lạp gọi Yemen cổ đại là "India"(Ấn Độ), vốn phát sinh từ người Ba Tư gọi là Những người Abyssinians mà họ tiếp xúc ở Nam Ả Rập bằng tên của những người da đen sống cạnh họ, tức là người Ấn Độ.

## Địa lý
Yemen nằm trong thế giới Ả Rập, trong nửa phía nam của bán đảo Ả Rập, Nó có biên giới với Saudi Arabia ở phía bắc Oman ở đông bắc, giáp biển Ả Rập, vùng vịnh Aden, và Biển Đỏ, giữa các vĩ độ 12 và 19 ° N và các kinh độ 42 và 55 ° E. Yemen ở 15°B 48°Đ, và có diện tích  527,970 kilômét vuông (204 dặm vuông Anh).
Một số các đảo Biển Đỏ, bao gồm cả quần đảo Hanish, Kamaran, và Perim, cũng như Socotra ở Biển Ả Rập, thuộc về Yemen; Đảo lớn nhất là Socotra.Nhiều số đảo trong số các đảo là núi lửa, ví dụ Jabal al-Tair đã có một vụ phun trào núi lửa trong năm 2007 và trước đó vào năm 1883. Mặc dù lục địa Yemen nằm ở phía nam bán đảo Ả Rập và do đó là một phần của châu Á, quần đảo Hanish và Perim trên Biển Đỏ liên kết với châu Á, nhưng quần đảo Socotra, nằm về phía đông sừng của Somalia và gần với châu Phi hơn nhiều so với đến Châu Á, có liên quan về mặt địa lý và địa sinh học với Châu Phi. Socotra đối diện với Kênh Guardafui và Biển Somali.
Với tổng diện tích 527.970 km2 (203.850 dặm vuông), Yemen là quốc gia lớn thứ 49 thế giới về diện tích. Quốc gia này có diện tích ngang với Thái Lan và tiểu bang California.

### Khu vực và khí hậu
| BWh sa mạc nóng BWk Sa mạc lạnh BSh bán khô hạn nóng BSk bán khô hạn lạnh CWb Cao nguyên cận nhiệt đới |

Bản đồ phân loại khí hậu Köppen của Yemen dựa trên thảm thực vật bản địa, nhiệt độ, lượng mưa và tính theo mùa của chúng.

Về mặt địa lý, Yemen có thể được chia thành 4 vùng chính:đồng bằng ven biển ở phía tây, cao nguyên phía tây, cao nguyên phía đông và Rub 'al Khali ở phía đông. Tihāmah ("vùng đất nóng" hay "đất nóng") tạo thành một vùng đồng bằng ven biển rất khô cằn và bằng phẳng dọc theo toàn bộ đường bờ biển Biển Đỏ của Yemen. Mặc dù khô cằn nhưng sự hiện diện của nhiều đầm phá khiến vùng này rất lầy lội và là nơi sinh sản thích hợp của muỗi sốt rét. Những cồn cát hình trăng lưỡi liềm trải rộng hiện hữu. Lượng bốc hơi ở Tihamah lớn đến mức các dòng suối từ cao nguyên không bao giờ đổ ra biển, nhưng chúng góp phần tạo ra nguồn dự trữ nước ngầm rộng lớn. Ngày nay, chúng được khai thác nhiều để sử dụng trong nông nghiệp. Gần làng Madar khoảng 50 km (30 mi) về phía bắc Sana'a, dấu chân khủng long đã được tìm thấy, cho thấy khu vực này từng là một bãi lầy. Tihamah đột ngột kết thúc tại vách đá của vùng cao nguyên phía tây. Khu vực này, hiện có nhiều bậc thang để đáp ứng nhu cầu lương thực, nhận được lượng mưa cao nhất ở Ả Rập, tăng nhanh từ 100 mm (3,9 in) mỗi năm lên khoảng 760 mm (29,9 in) ở Taiz và hơn 1.000 mm ( 39,4 in) ở Ibb. Nhiệt độ ấm vào ban ngày nhưng giảm đột ngột vào ban đêm. Các dòng suối lâu năm xuất hiện ở các vùng cao nguyên, nhưng chúng không bao giờ chảy ra biển do lượng bốc hơi cao ở Tihamah.
Cao nguyên trung tâm là một cao nguyên rộng lớn có độ cao hơn 2.000 m (6.562 ft). Khu vực này khô hơn các cao nguyên phía tây do ảnh hưởng của bóng mưa, nhưng vẫn nhận đủ mưa trong những năm ẩm ướt để trồng trọt trên diện rộng.  Tích trữ nước cho phép tưới tiêu và trồng lúa mì và lúa mạch. Sana'a thuộc vùng này. Điểm cao nhất ở Yemen và Ả Rập là Jabal An-Nabi Shu'ayb, vào khoảng 3.666 m (12.028 ft).
Phần của sa mạc Rub al Khali ở phía đông của Yemen thấp hơn nhiều, thường là dưới 1.000 m (3,281 ft) và hầu như không có mưa. Nó chỉ có dân cư là những người chăn nuôi lạc đà Bedouin. Sự khan hiếm nước ngày càng tăng là một nguồn nước ngày càng được quốc tế quan tâm.

## Lịch sử
Yemen đã tồn tại ở ngã tư của các nền văn minh trong hơn 7.000 năm. Đất nước này là quê hương của những nhân vật như Nữ hoàng Sheba, người đã mang theo một đoàn xe chở quà cho Vua Solomon. Trong nhiều thế kỷ, nơi đây đã trở thành nơi sản xuất chính cà phê xuất khẩu tại cảng Mocha. Từ khi cải sang đạo Hồi vào thế kỷ thứ 7, Yemen đã trở thành trung tâm học thuật Hồi giáo và phần lớn kiến trúc của đất nước này vẫn tồn tại cho đến thời hiện đại.

### Lịch sử cổ đại

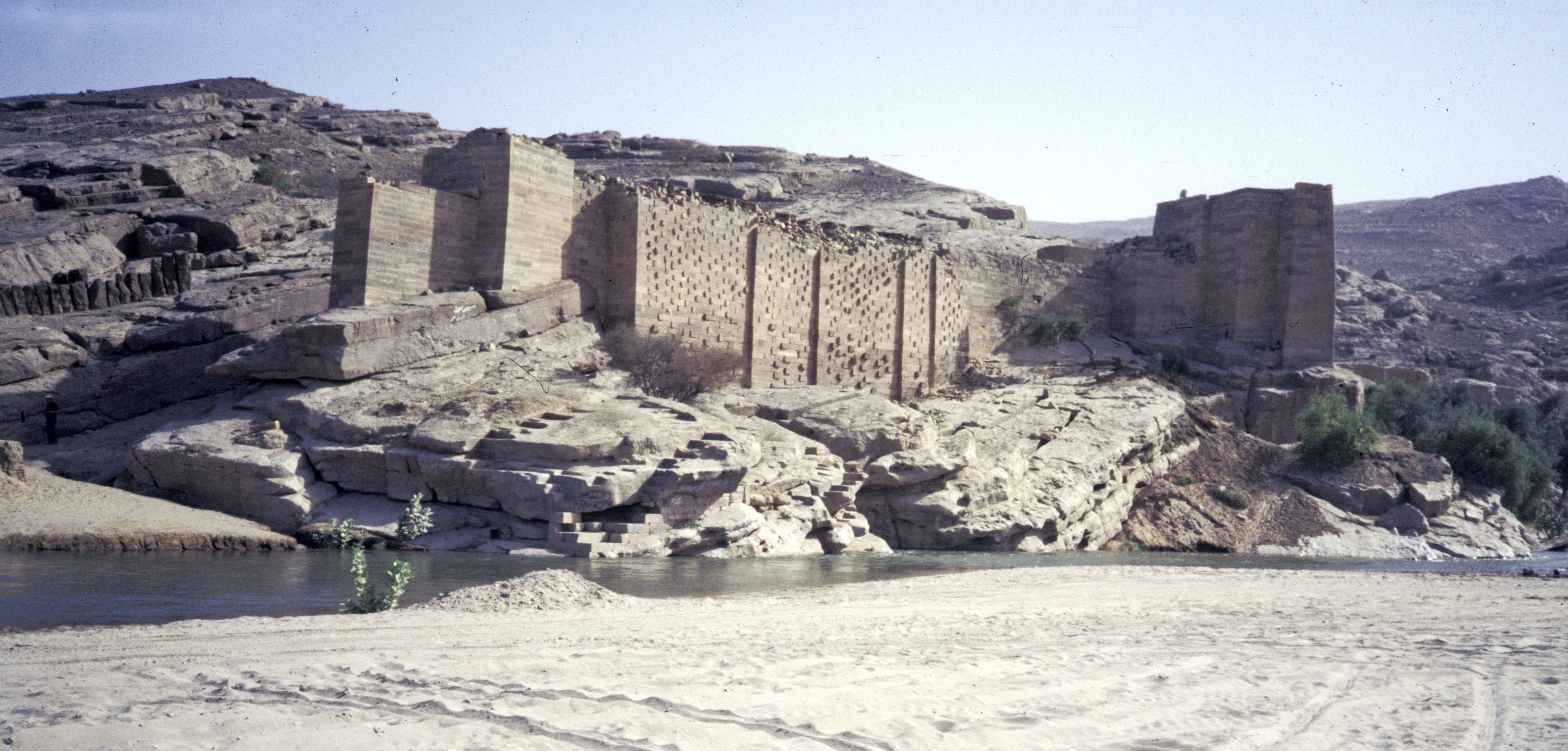
Di tích của Đập lớn Marib

Với đường biên giới biển dài giữa các nền văn minh phương Đông và phương Tây, Yemen từ lâu đã tồn tại ở ngã tư của các nền văn hóa với vị trí chiến lược về mặt thương mại ở phía tây Bán đảo Ả Rập. Các khu định cư lớn trong thời đại của họ đã tồn tại ở vùng núi phía bắc Yemen từ sớm nhất là năm 5000 trước Công nguyên. Vương quốc Sabaean ra đời vào ít nhất là thế kỷ thứ 12 trước Công nguyên.  Bốn vương quốc hoặc liên minh bộ lạc lớn ở Nam Ả Rập là Saba, Hadhramaut, Qataban, và Ma'in.
Sabaʾ (tiếng Ả Rập: سَـبَـأ) được cho là Sheba trong Kinh thánh và là liên minh nổi bật nhất. Những người cai trị Sabaean đã lấy danh hiệu Mukarrib mà người ta thường cho là có nghĩa là người thống nhất, hoặc một vị vua-giáo sĩ, hoặc người đứng đầu liên minh các vương quốc Nam Ả Rập, "vua của các vị vua". Vai trò của Mukarrib là thống nhất các bộ tộc khác nhau dưới vương quốc và điều hành tất cả. Người Sabaean đã xây dựng Đập lớn Marib vào khoảng năm 940 trước Công nguyên. Con đập được xây dựng để chống chọi với lũ quét theo mùa tràn xuống thung lũng.
Đến thế kỷ thứ ba trước Công nguyên, Qataban, Hadhramaut và Ma'in đã giành được độc lập khỏi Saba và khẳng định vị thế của mình trên đấu trường Yemen. Quyền cai trị của người Minaean trải dài đến tận Dedan, với thủ đô là Baraqish. Người Sabaean đã giành lại quyền kiểm soát Ma'in sau khi Qataban sụp đổ vào năm 50 trước Công nguyên. Vào thời điểm La Mã tiến hành cuộc thám hiểm Arabia Felixvào năm 25 trước Công nguyên, người Sabaean một lần nữa trở thành thế lực thống trị ở Nam Ả Rập. Aelius Gallus được lệnh chỉ huy một chiến dịch quân sự để thiết lập sự thống trị của La Mã đối với người Sabaean.
Người La Mã có kiến thức địa lý mơ hồ và mâu thuẫn về Arabia Felix. Một đội quân La Mã gồm 10.000 người đã bị đánh bại trước khi đến Marib. Mối quan hệ thân thiết của Strabo với Aelius Gallus khiến ông cố gắng biện minh cho thất bại của người bạn mình trong các tác phẩm của mình. Người La Mã mất sáu tháng để đến Marib và 60 ngày để trở về Ai Cập. Người La Mã đổ lỗi cho người dẫn đường người Nabataean của họ và xử tử ông vì tội phản bội. Chưa có đề cập trực tiếp nào trong các dòng chữ khắc Sabaean về cuộc thám hiểm của người La Mã được tìm thấy.
Sau cuộc viễn chinh của người La Mã (có lẽ sớm hơn), đất nước rơi vào hỗn loạn, và hai gia tộc, cụ thể là Hamdan và Himyar tuyên bố mình là vua, tự xưng là Vua của Sheba và Dhu Raydan. Dhu Raydan, tức là người Himyarite, đã liên minh với Aksum ở Ethiopia để chống lại người Sabaean. Tù trưởng của Bakil và vua của Saba và Dhu Raydan, El Sharih Yahdhib, đã phát động các chiến dịch thành công chống lại người Himyarite và Habashat, tức là Aksum. El Sharih tự hào về các chiến dịch của mình và thêm danh hiệu Yahdhib vào tên của mình, có nghĩa là "kẻ đàn áp"; ông thường giết kẻ thù của mình bằng cách cắt họ thành từng mảnh. Sana'a trở nên nổi tiếng trong thời kỳ trị vì của ông, khi ông xây dựng Cung điện Ghumdan làm nơi cư trú của mình.

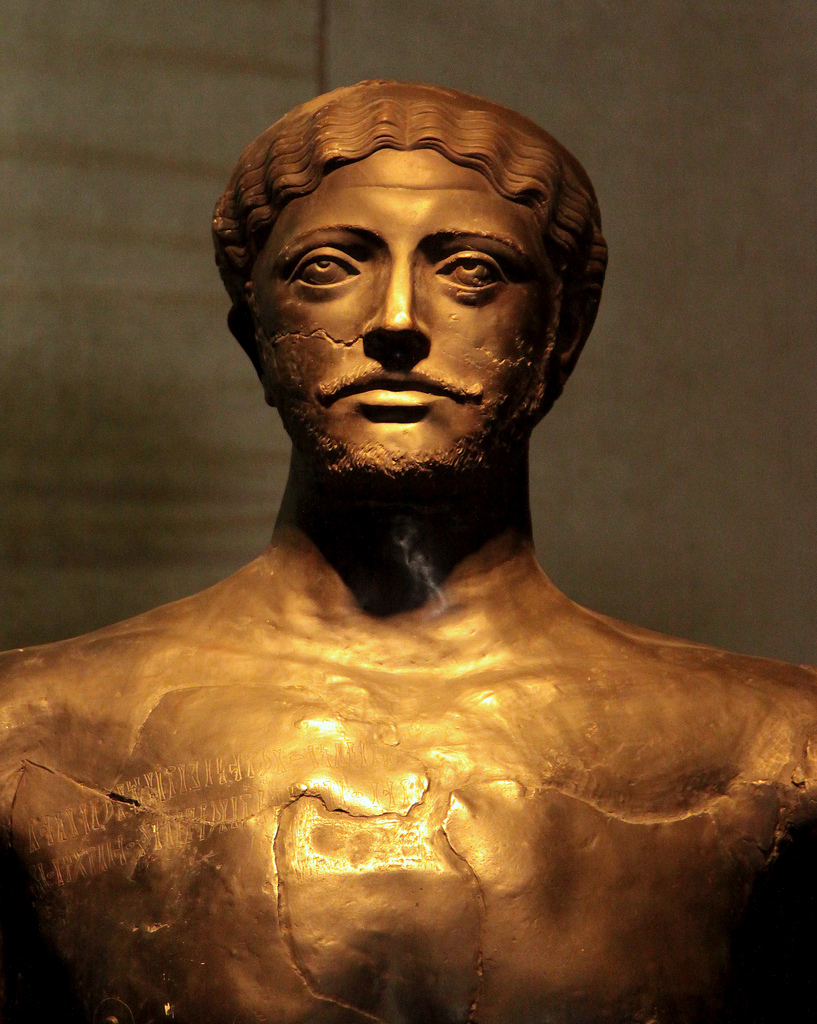
Vua Himyarite Dhamar Ali Yahbur

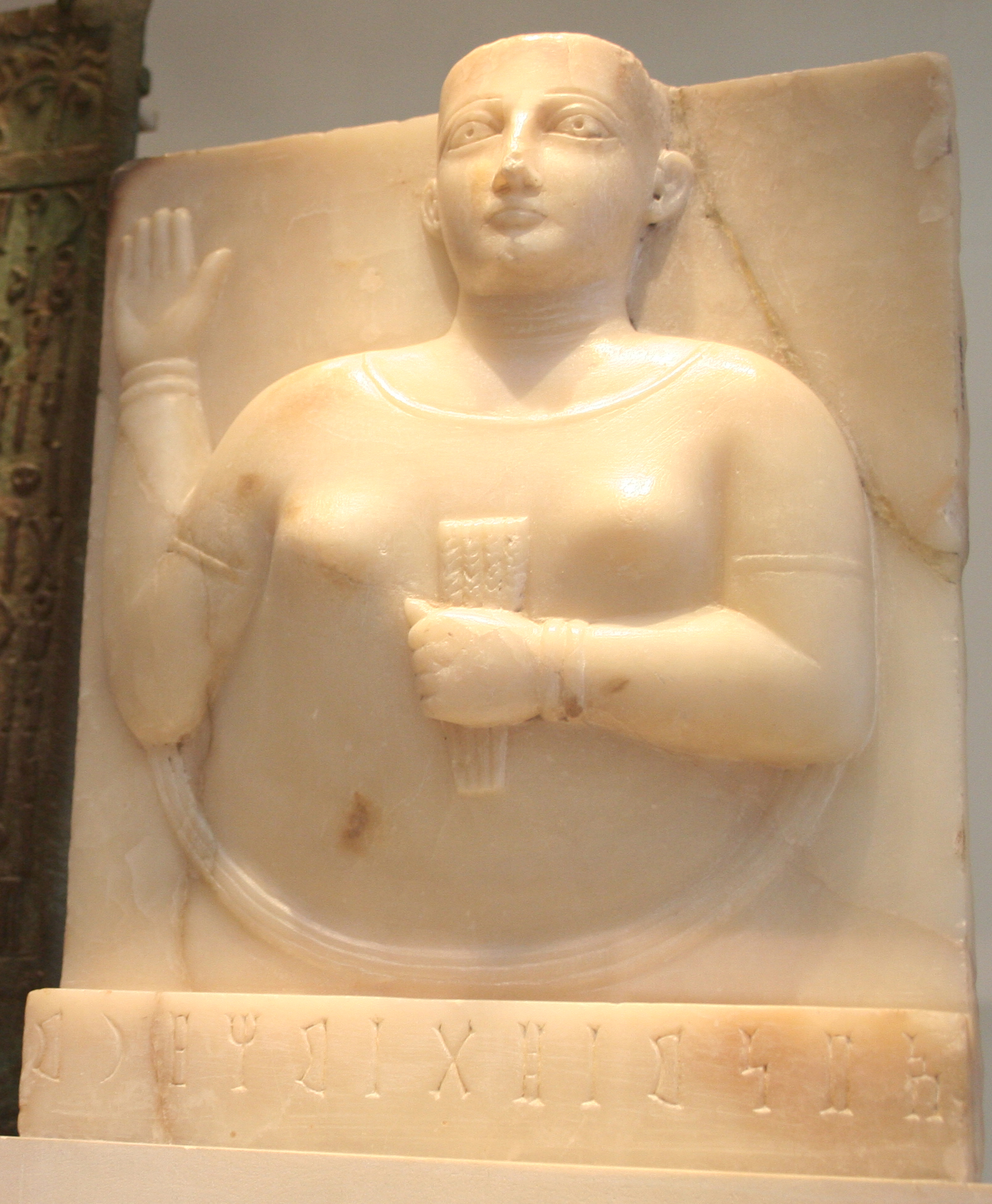
Một tấm bia mộ Sabaean có hình một người phụ nữ cầm một bó lúa mì cách điệu, biểu tượng của khả năng sinh sản ở Yemen cổ đại

Người Himyarite đã sáp nhập Sana'a từ Hamdan vào khoảng năm 100 sau Công nguyên. Những người bộ lạc Hashdi nổi loạn chống lại họ và giành lại Sana'a vào khoảng năm 180. Shammar Yahri'sh đã chinh phục Hadhramaut, Najran và Tihamah vào năm 275, do đó thống nhất Yemen và củng cố quyền cai trị của người Himyarite. Người Himyarite từ chối thuyết đa thần và tuân theo một hình thức độc thần được đồng thuận gọi là Rahmanism.
Năm 354, Hoàng đế La Mã Constantius II đã cử một phái đoàn do Theophilos the Indian đứng đầu để cải đạo người Himyarite sang Cơ đốc giáo. Theo Philostorgius, phái đoàn đã bị người Do Thái địa phương phản đối. Một số dòng chữ khắc bằng tiếng Hebrew và tiếng Sabaean đã được tìm thấy ca ngợi gia tộc cầm quyền theo cách nói của người Do Thái vì "... giúp đỡ và trao quyền cho Người dân Israel."
Theo truyền thống Hồi giáo, Vua As'ad Hoàn hảo đã tiến hành một cuộc viễn chinh quân sự để hỗ trợ người Do Thái ở Yathrib. Abu Kariba As'ad, như được biết đến từ các dòng chữ khắc, đã chỉ huy một chiến dịch quân sự đến miền trung Ả Rập hoặc Najd để hỗ trợ Vương quốc chư hầu Kinda chống lại người Lakhmid. Tuy nhiên, không có tài liệu tham khảo trực tiếp nào về Do Thái giáo hoặc Yathrib được phát hiện từ triều đại dài của ông. Abu Kariba qua đời vào năm 445, sau gần 50 năm trị vì. Đến năm 515, Himyar ngày càng chia rẽ theo đường lối tôn giáo và một cuộc xung đột gay gắt giữa các phe phái khác nhau đã mở đường cho sự can thiệp của người Aksum. Vị vua Himyarite cuối cùng là Ma'adikarib Ya'fur được Aksum hỗ trợ chống lại các đối thủ Do Thái của mình. Ma'adikarib là người theo Cơ đốc giáo và đã phát động một chiến dịch chống lại người Lakhmid ở miền nam Iraq, với sự hỗ trợ của các đồng minh Ả Rập khác của Byzantium. Người Lakhmid là thành trì của Ba Tư, nơi không khoan dung với một tôn giáo truyền bá như Cơ đốc giáo.
Sau cái chết của Ma'adikarib Ya'fur vào khoảng năm 521, một lãnh chúa Do Thái Himyarite tên là Dhu Nuwas đã lên nắm quyền. Hoàng đế Justinian I đã cử một sứ thần đến Yemen. Ông muốn những người Himyarite theo Cơ đốc giáo chính thức sử dụng ảnh hưởng của họ đối với các bộ lạc ở vùng nội địa Ả Rập để phát động các hoạt động quân sự chống lại Ba Tư. Justinian I đã ban tặng "phẩm giá của một vị vua" cho các Arab sheikhs của Kindah và Ghassan ở miền trung và miền bắc Ả Rập. Ngay từ đầu, chính sách của La Mã và Byzantine là phát triển mối quan hệ chặt chẽ với các cường quốc ven biển Biển Đỏ. Họ đã thành công trong việc cải đạo Aksum và ảnh hưởng đến nền văn hóa của họ. Kết quả liên quan đến Yemen khá đáng thất vọng.
Một hoàng tử Kendite tên là Yazid bin Kabshat đã nổi loạn chống lại Abraha và các đồng minh Cơ đốc giáo Ả Rập của ông ta. Một thỏa thuận ngừng bắn đã đạt được sau khi Đập lớn Marib bị vỡ. Abraha qua đời vào khoảng năm 570. Đế chế Sasanid đã sáp nhập Aden vào khoảng năm 570. Dưới sự cai trị của họ, hầu hết Yemen đều được hưởng quyền tự chủ lớn ngoại trừ Aden và Sana'a. Kỷ nguyên này đánh dấu sự sụp đổ của nền văn minh Nam Ả Rập cổ đại, vì phần lớn đất nước nằm dưới sự cai trị của một số gia tộc độc lập cho đến khi Hồi giáo xuất hiện vào năm 630.

### Trung đại

#### Sự ra đời của Hồi giáo và ba triều đại

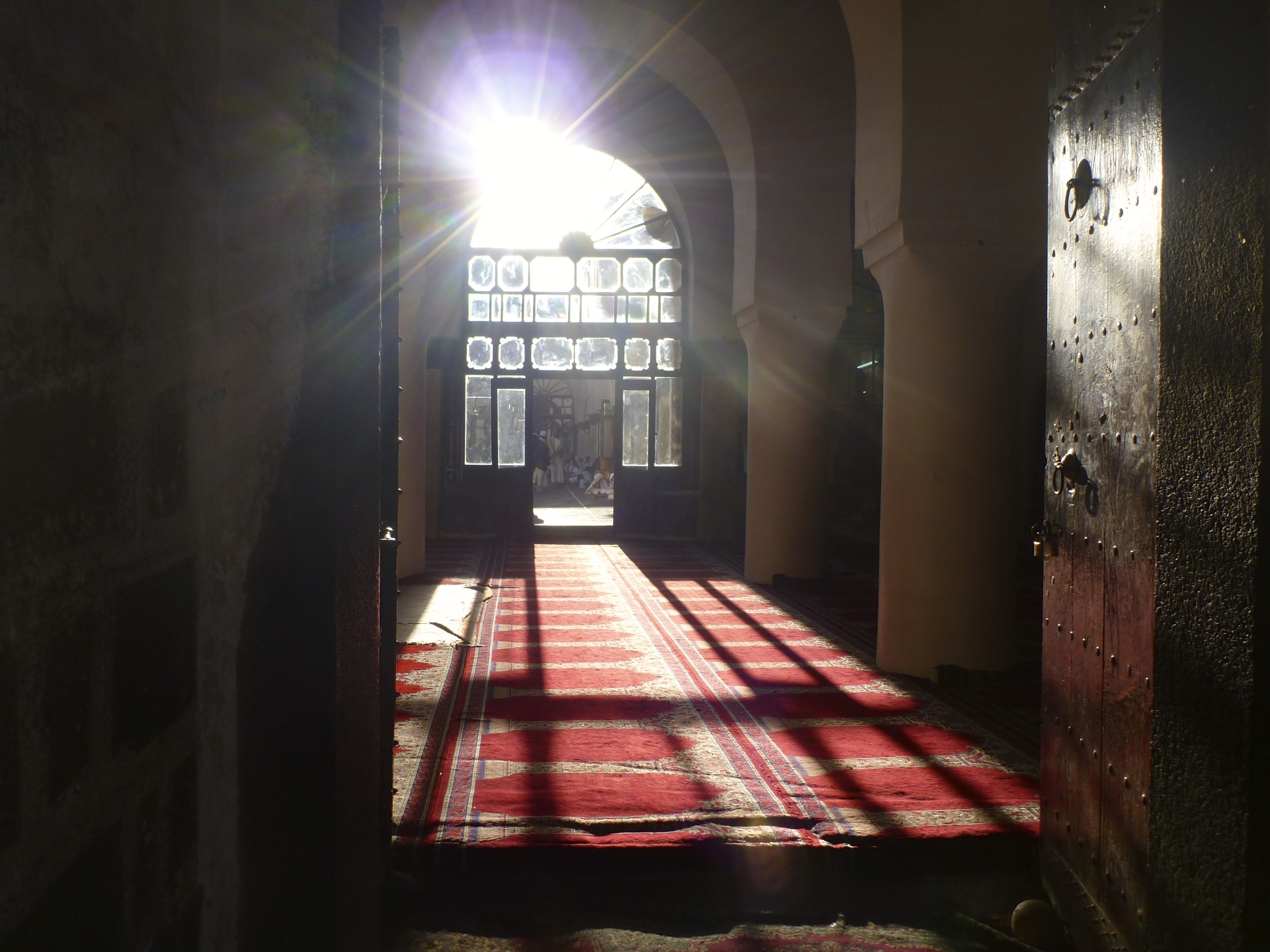
Bên trong Đại Giáo đường Hồi giáo Sana'a, nhà thờ Hồi giáo lâu đời nhất ở Yemen

Muhammad đã cử người anh em họ Ali của mình đến Sana'a và các vùng xung quanh vào khoảng năm 630. Vào thời điểm đó, Yemen là khu vực tiên tiến nhất ở Ả Rập. Liên minh Banu Hamdan là một trong những liên minh đầu tiên chấp nhận Hồi giáo. Muhammad cũng đã cử Muadh ibn Jabal đến Al-Janad, ở Taiz ngày nay, và gửi thư cho nhiều thủ lĩnh bộ lạc khác nhau. Các bộ lạc lớn, bao gồm cả Himyar, đã cử các phái đoàn đến Medina trong "năm của các phái đoàn" vào khoảng năm 630–631. Một số người Yemen đã chấp nhận Hồi giáo trước năm 630, chẳng hạn như Ammar ibn Yasir, Al-Ala'a Al-Hadrami, Miqdad ibn Aswad, Abu Musa Ashaari và Sharhabeel ibn Hasana. Một người đàn ông tên là 'Abhala ibn Ka'ab Al-Ansi đã trục xuất những người Ba Tư còn lại và tuyên bố mình là một nhà tiên tri của Rahman. Ông đã bị ám sát bởi một người Yemen gốc Ba Tư tên là Fayruz al-Daylami. Những người theo đạo Thiên chúa, chủ yếu sống ở Najran cùng với người Do Thái, đã đồng ý nộp jizyah (tiếng Ả Rập: جِـزْيَـة), mặc dù một số người Do Thái đã cải sang đạo Hồi, chẳng hạn như Wahb ibn Munabbih và Ka'ab al-Ahbar.
Yemen ổn định trong thời kỳ Rashidun Caliphate. Các bộ lạc Yemen đóng vai trò quan trọng trong việc mở rộng Hồi giáo vào Ai Cập, Iraq, Ba Tư, Levant, Anatolia, Bắc Phi, Sicily và Andalusia. Các bộ lạc Yemen định cư ở Syria đã đóng góp đáng kể vào việc củng cố sự cai trị của Umayyad, đặc biệt là dưới thời trị vì của Marwan I. Các bộ lạc Yemen hùng mạnh như Kinda đã đứng về phía ông trong Trận Marj Rahit.
Muhammad ibn Abdullah ibn Ziyad đã thành lập triều đại Ziyadid ở Tihamah vào khoảng năm 818. Nhà nước này trải dài từ Haly (thuộc Ả Rập Xê Út ngày nay) đến Aden. Họ công nhận danh nghĩa là Abbasid Caliphate nhưng cai trị độc lập từ Zabid. Nhờ vị trí của nó, họ đã phát triển mối quan hệ đặc biệt với Abyssinia. Tù trưởng của quần đảo Dahlak đã xuất khẩu nô lệ, cũng như da hổ phách và da báo, cho người cai trị Yemen. Họ chỉ kiểm soát một phần nhỏ dải bờ biển ở Tihamah dọc theo Biển Đỏ và không bao giờ kiểm soát vùng cao nguyên và Hadhramaut. Một gia tộc Himyarite gọi là Yufirids đã thiết lập quyền cai trị của họ đối với vùng cao nguyên từ Saada đến Taiz, trong khi Hadhramaut là một thành trì của Ibadi và từ chối mọi lòng trung thành với Abbasids ở Baghdad.
Imam Zaidi đầu tiên, Yahya ibn al-Husayn, đã đến Yemen vào năm 893. Ông là một giáo sĩ tôn giáo và thẩm phán được mời đến Saada từ Medina để phân xử các tranh chấp giữa các bộ lạc. Yahya đã thuyết phục những người trong bộ lạc địa phương tuân theo lời dạy của mình. Giáo phái này dần lan rộng khắp vùng cao nguyên, khi các bộ tộc Hashid và Bakil, sau này được gọi là "cánh song sinh của imamate", chấp nhận quyền lực của ông. Ông thành lập imamate Zaidi vào năm 897. Yahya thiết lập ảnh hưởng của mình ở Saada và Najran. Ông cũng cố gắng chiếm Sana'a từ tay người Yufirid vào năm 901 nhưng đã thất bại thảm hại.

#### Triều đại Sulayhid (1047–1138)
Triều đại Sulayhid được thành lập ở vùng cao nguyên phía bắc vào khoảng năm 1040; vào thời điểm đó, Yemen do nhiều triều đại địa phương cai trị. Năm 1060, Ali ibn Muhammad Al-Sulayhi đã chinh phục Zabid và giết chết người cai trị Al-Najah, người sáng lập ra triều đại Najahid. Các con trai của ông buộc phải chạy trốn đến Dahlak. Hadhramaut rơi vào tay Sulayhid sau khi họ chiếm được Aden vào năm 1162.
Đến năm 1063, Ali đã khuất phục được Đại Yemen. Sau đó, ông tiến về Hejaz và chiếm đóng Makkah. Ali đã kết hôn với Asma bint Shihab, người đã cai trị Yemen cùng với chồng mình. Khutba trong các buổi cầu nguyện thứ Sáu được công bố bằng cả tên chồng và tên bà. Không có người phụ nữ Ả Rập nào khác có được vinh dự này kể từ khi Hồi giáo ra đời.
Ali al-Sulayhi bị các con trai của Najah giết chết trên đường đến Mecca vào năm 1084. Con trai của ông là Ahmed Al-Mukarram đã dẫn một đội quân đến Zabid và giết chết 8.000 cư dân ở đó. Sau đó, ông đã đưa Zurayids lên cai trị Aden. al-Mukarram, người đã bị liệt mặt do chấn thương chiến tranh, đã nghỉ hưu vào năm 1087 và trao lại quyền lực cho vợ mình là Arwa al-Sulayhi. Nữ hoàng Arwa đã chuyển trụ sở của triều đại Sulayhid từ Sana'a đến Jibla, một thị trấn nhỏ ở miền trung Yemen gần Ibb. Bà đã cử các nhà truyền giáo Ismaili đến Ấn Độ, nơi một cộng đồng Ismaili quan trọng đã được thành lập và tồn tại cho đến ngày nay.
Nữ hoàng Arwa tiếp tục cai trị một cách an toàn cho đến khi bà qua đời vào năm 1138. Bà vẫn được nhớ đến như một vị vua vĩ đại và được yêu mến, như đã được chứng thực trong sử học, văn học và truyền thuyết dân gian Yemen, nơi bà được gọi là Balqis al-sughra ("nữ hoàng trẻ của Sheba").  Ngay sau cái chết của Arwa, đất nước đã bị chia cắt thành năm triều đại nhỏ cạnh tranh nhau theo đường lối tôn giáo. Triều đại Ayyubid đã lật đổ Vương triều Fatimid ở Ai Cập. Vài năm sau khi lên nắm quyền, Saladin đã phái anh trai mình là Turan Shah đi chinh phục Yemen vào năm 1174.

#### Cuộc chinh phạt Ayyubid (1171–1260)
Turan Shah đã chinh phục Zabid từ tay Mahdids vào năm 1174, sau đó tiến về Aden vào tháng 6 và chiếm được nó từ tay Zurayids. Các sultan Hamdanid của Sana'a đã chống lại Ayyubid vào năm 1175, và Ayyubids đã không thể bảo vệ được Sana'a cho đến năm 1189. Sự cai trị của Ayyubid ổn định ở miền nam và miền trung Yemen, nơi họ đã thành công trong việc xóa bỏ các tiểu bang của khu vực đó, trong khi các bộ lạc Ismaili và Zaidi vẫn tiếp tục trụ vững trong một số pháo đài.
Ayyubids đã không chiếm được thành trì Zaydis ở miền bắc Yemen. Năm 1191, Zaydis của Shibam Kawkaban đã nổi loạn và giết chết 700 binh lính Ayyubid.  Imam Abdullah bin Hamza tuyên bố mình là imamate vào năm 1197 và chiến đấu với al-Mu'izz Ismail, Ayyubid Sultan của Yemen. Imam Abdullah ban đầu bị đánh bại nhưng đã có thể chinh phục Sana'a và Dhamar vào năm 1198, và al-Mu'izz Ismail bị ám sát vào năm 1202.
Abdullah bin Hamza tiếp tục cuộc đấu tranh chống lại Ayyubid cho đến khi ông qua đời vào năm 1217. Sau khi ông qua đời, cộng đồng Zaidi bị chia rẽ giữa hai imam đối địch. Người Zaydi bị phân tán và một hiệp định đình chiến được ký kết với Ayyubid vào năm 1219. Quân đội Ayyubid bị đánh bại ở Dhamar vào năm 1226. Sultan Ayyubid Mas'ud Yusuf rời đến Mecca vào năm 1228 và không bao giờ quay trở lại. Các nguồn khác cho rằng ông bị buộc phải rời đến Ai Cập vào năm 1223.

#### Triều đại Rasulid (1229–1454)

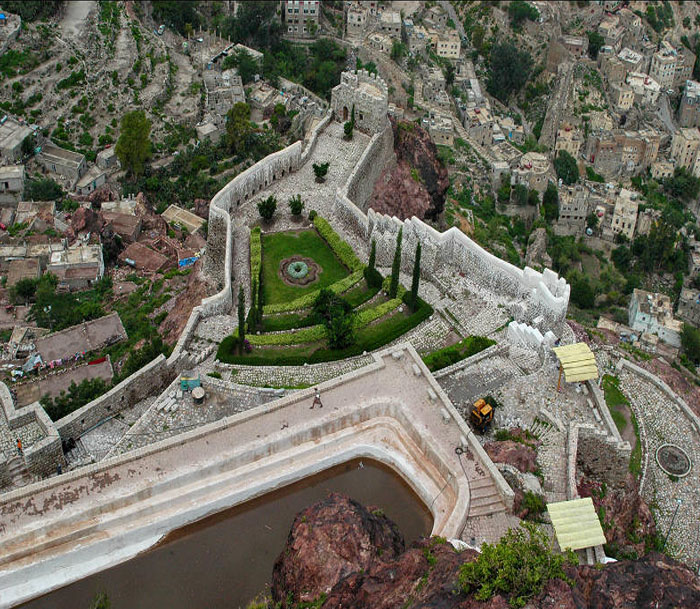
Khu vườn của Lâu đài Al-Qahira ở Taiz, thủ đô của Yemen trong thời đại Rasulid

Triều đại Rasulid được thành lập vào năm 1229 bởi Umar ibn Rasul, người được bổ nhiệm làm phó thống đốc bởi Ayyubids vào năm 1223. Khi người cai trị Ayyubid cuối cùng rời Yemen vào năm 1229, Umar ở lại đất nước với tư cách là người chăm sóc. Sau đó, ông tuyên bố mình là một vị vua độc lập bằng cách lấy danh hiệu "al-Malik Al-Mansur" (vị vua được Allah hỗ trợ).
Đầu tiên, Umar lập đô tại Zabid, sau đó chuyển đến vùng núi nội địa, chiếm trung tâm cao nguyên quan trọng Sana'a. Tuy nhiên, thủ đô của Rasulid là Zabid và Taiz. Ông bị cháu trai ám sát vào năm 1249. Con trai của Umar là Yousef đã đánh bại phe phái do những kẻ ám sát cha mình lãnh đạo và dập tắt một số cuộc phản công của các imam Zaydi vẫn còn trụ lại ở cao nguyên phía bắc. Chủ yếu là vì những chiến thắng mà ông giành được trước các đối thủ của mình, ông đã tự phong cho mình danh hiệu danh dự "al-Muzaffar" (người chiến thắng).
Sau khi Baghdad thất thủ trước quân Mông Cổ năm 1258, al-Muzaffar Yusuf I đã chiếm đoạt danh hiệu caliph. Ông đã chọn thành phố Taiz làm thủ đô chính trị của vương quốc vì vị trí chiến lược và gần Aden. Các sultan Rasulid đã xây dựng nhiều trường Madrasas để củng cố trường phái tư tưởng Shafi'i, hiện vẫn là trường phái luật học thống trị trong số người Yemen. Dưới sự cai trị của họ, Taiz và Zabid đã trở thành những trung tâm học thuật Hồi giáo quốc tế lớn. Các vị vua là những người đàn ông có học thức, không chỉ có các thư viện quan trọng mà còn viết các chuyên luận về nhiều chủ đề, từ chiêm tinh học và y học đến nông nghiệp và phả hệ.

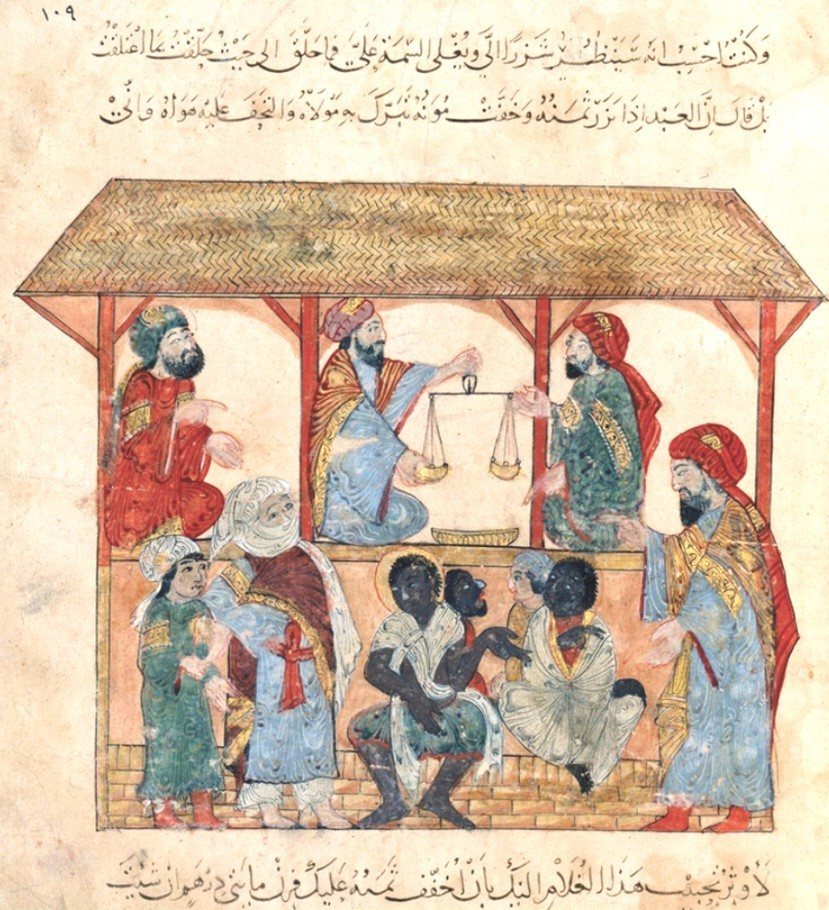
Một bức tranh minh họa về cuốn sách thế kỷ 13 do al-Wasiti sản xuất tại Baghdad cho thấy một khu chợ nô lệ ở thị trấn Zabid ở Yemen

Họ có mối quan hệ khó khăn với người Mamluk của Ai Cập vì người Mamluk coi họ là nước chư hầu. Sự cạnh tranh của họ tập trung vào Hejaz và quyền cung cấp kiswa của Ka'aba ở Mecca. Triều đại ngày càng bị đe dọa bởi các thành viên gia đình bất mãn về vấn đề kế vị, kết hợp với các cuộc nổi loạn định kỳ của bộ lạc, khi họ bị mắc kẹt trong cuộc chiến tranh tiêu hao với các giáo sĩ Zaydi ở vùng cao nguyên phía bắc. Trong 12 năm cuối cùng của triều đại Rasulid, đất nước bị xé nát giữa một số đối thủ cạnh tranh giành vương quốc. Sự suy yếu của Rasulid đã tạo cơ hội cho gia tộc Banu Taher tiếp quản và tự khẳng định mình là những người cai trị mới của Yemen vào năm 1454.

#### Triều đại Tahirid (1454–1517)

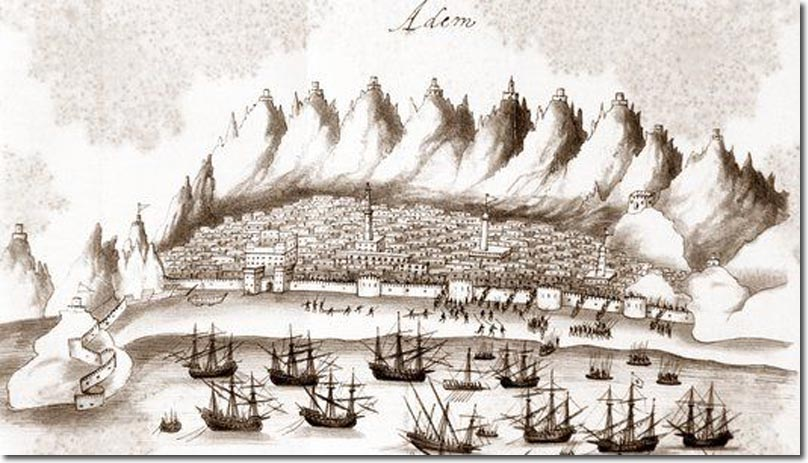
Phó vương Bồ Đào Nha Afonso de Albuquerque đã thất bại hai lần trong việc chinh phục Aden, mặc dù Đế quốc Bồ Đào Nha đã cai trị Socotra cho đến năm 1511

Người Tahirid là một gia tộc địa phương có trụ sở tại Rada'a. Họ xây dựng trường học, nhà thờ Hồi giáo và kênh tưới tiêu, cũng như bể chứa nước và cầu ở Zabid, Aden, Rada'a và Juban. Di tích nổi tiếng nhất của họ là Amiriya Madrasa ở Huyện Rada', được xây dựng vào năm 1504. Người Tahirid quá yếu để có thể kiềm chế các imam Zaydi hoặc tự bảo vệ mình trước các cuộc tấn công của nước ngoài.
Nhận ra vương quốc Tahirid giàu có như thế nào, người Mamluk quyết định chinh phục nó. Quân đội Mamluk, với sự hỗ trợ của lực lượng trung thành với Zaydi Imam Al-Mutawakkil Yahya Sharaf ad-Din, đã chinh phục toàn bộ vương quốc Tahirid nhưng không chiếm được Aden vào năm 1517. Chiến thắng của Mamluk không kéo dài được lâu. Đế chế Ottoman đã chinh phục Ai Cập, treo cổ vị Sultan Mamluk cuối cùng tại Cairo. Người Ottoman đã không quyết định chinh phục Yemen cho đến năm 1538. Các bộ lạc cao nguyên Zaydi nổi lên như những anh hùng dân tộc bằng cách kháng cự mạnh mẽ và cứng rắn với sự chiếm đóng của Thổ Nhĩ Kỳ. Người Mamluk đã cố gắng sáp nhập Yemen vào Ai Cập và người Bồ Đào Nha do Afonso de Albuquerque lãnh đạo đã chiếm đảo Socotra và thực hiện một cuộc tấn công không thành công vào Aden vào năm 1513.

### Bồ Đào Nha
Bắt đầu từ thế kỷ 15, Bồ Đào Nha đã can thiệp, thống trị cảng Aden trong khoảng 20 năm và duy trì một vùng đất được bảo vệ trên đảo Socotra trong suốt thời gian này. Từ thế kỷ 16, người Bồ Đào Nha đã gây ra mối đe dọa trực tiếp đối với hoạt động thương mại Ấn Độ Dương. Do đó, người Mamluk đã cử một đội quân dưới quyền Hussein al-Kurdi để chống lại những kẻ xâm lược. Sultan Mamluk đã đến Zabid vào năm 1515 và tham gia vào các cuộc đàm phán ngoại giao với sultan Tahiri 'Amir bin Abdulwahab để xin tiền cần thiết cho cuộc thánh chiến chống lại người Bồ Đào Nha. Thay vì đối đầu với họ, người Mamluk, những người đang cạn kiệt thức ăn và nước uống, đã đổ bộ lên bờ biển Yemen và bắt đầu quấy rối dân làng Tihamah để lấy những vật dụng cần thiết.
Lợi ích của Bồ Đào Nha ở Biển Đỏ bao gồm một mặt đảm bảo các mối liên hệ với một đồng minh Cơ đốc giáo ở Ethiopia và mặt khác là có thể tấn công Mecca và các vùng lãnh thổ Ả Rập từ phía sau, trong khi vẫn có quyền thống trị tuyệt đối đối với hoạt động buôn bán gia vị, mục đích chính là thống trị hoạt động thương mại của các thành phố trên bờ biển Châu Phi và Ả Rập. Để đạt được mục đích này, Bồ Đào Nha tìm cách gây ảnh hưởng và thống trị bằng vũ lực hoặc thuyết phục tất cả các cảng và vương quốc đang giao tranh với nhau. Bồ Đào Nha thường duy trì ảnh hưởng của mình đối với các đồng minh Ả Rập quan tâm đến việc duy trì nền độc lập khỏi các quốc gia Ả Rập khác trong khu vực.

### Lịch sử Hiện đại

#### Người Zaydis và người Ottoman

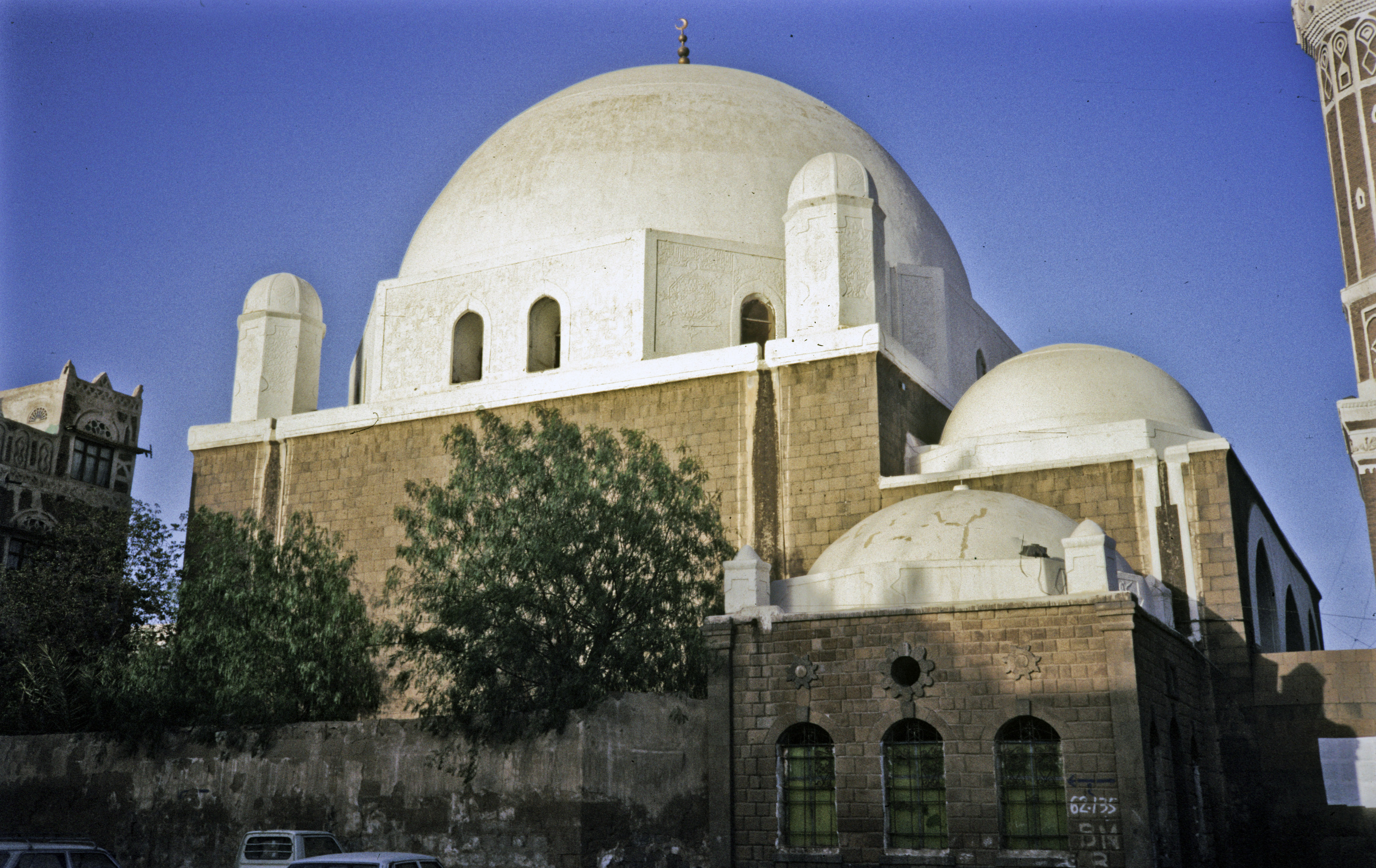
Nhà thờ Hồi giáo Al Bakiriyya Ottoman ở Sana'a, được xây dựng vào năm 1597.

Người Ottoman có hai lợi ích cơ bản cần bảo vệ ở Yemen: Các thành phố Hồi giáo linh thiêng Mecca và Medina, và tuyến đường thương mại với Ấn Độ về gia vị và hàng dệt may—cả hai đều bị đe dọa, và tuyến đường thương mại hầu như bị lu mờ, khi người Bồ Đào Nha đến Ấn Độ Dương và Biển Đỏ vào đầu thế kỷ 16. Hadım Suleiman Pasha, thống đốc Ottoman của Ai Cập, được lệnh chỉ huy một hạm đội gồm 90 tàu để chinh phục Yemen. Đất nước này đang trong tình trạng hỗn loạn và bất hòa liên miên như Pasha đã mô tả khi nói rằng:
Yemen là vùng đất không có lãnh chúa, một tỉnh trống rỗng. Không chỉ có thể mà còn dễ dàng chiếm được, và nếu chiếm được, nó sẽ trở thành chủ nhân của vùng đất Ấn Độ và gửi một lượng lớn vàng và đồ trang sức đến Constantinople hàng năm.

Imam al-Mutawakkil Yahya Sharaf ad-Din cai trị vùng cao nguyên phía bắc bao gồm Sana'a, trong khi Aden do Sultan Tahiride cuối cùng 'Amir ibn Dauod nắm giữ. Pasha đã tấn công Aden vào năm 1538, giết chết người cai trị của nó và mở rộng quyền lực của Ottoman để bao gồm cả Zabid vào năm 1539 và cuối cùng là toàn bộ Tihamah. Zabid trở thành trụ sở hành chính của Yemen Eyalet. Các thống đốc Ottoman không kiểm soát nhiều vùng cao nguyên. Họ chủ yếu nắm quyền ở vùng ven biển phía nam, đặc biệt là xung quanh Zabid, Mocha và Aden. Trong số 80.000 binh lính được gửi đến Yemen từ Ai Cập trong khoảng thời gian từ năm 1539 đến năm 1547, chỉ có 7.000 người sống sót. Tổng kế toán Ottoman ở Ai Cập nhận xét:
Chúng tôi chưa từng thấy lò đúc nào như Yemen dành cho binh lính của chúng tôi. Mỗi lần chúng tôi gửi lực lượng viễn chinh đến đó, nó tan chảy như muối hòa tan trong nước.

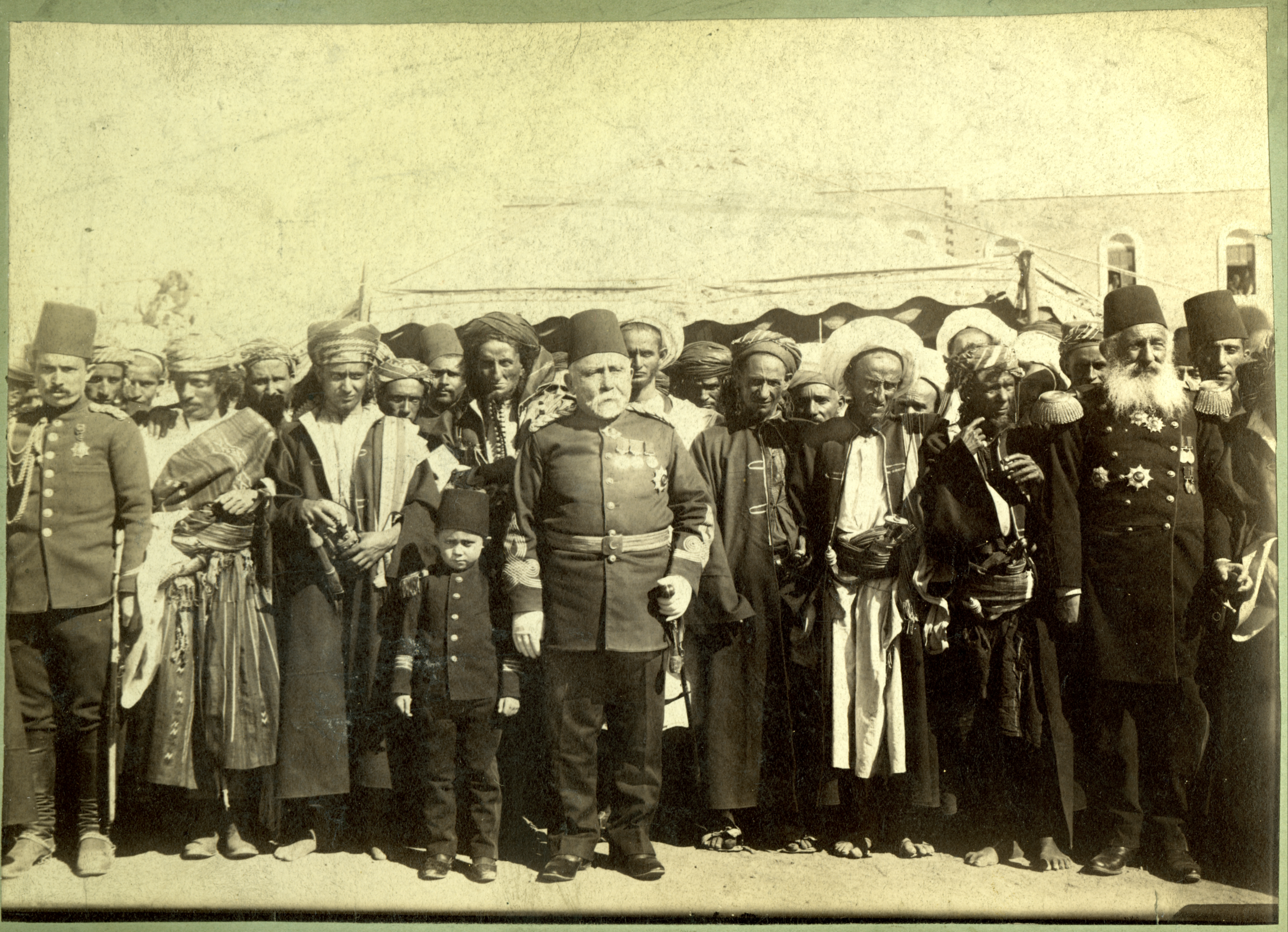
Ottoman soldiers and Yemeni locals

Người Ottoman lại cử một lực lượng viễn chinh khác đến Zabid vào năm 1547, trong khi Imam al-Mutawakkil Yahya Sharaf ad-Din đang cai trị vùng cao nguyên một cách độc lập. Yahya chọn con trai mình là Ali để kế vị, một quyết định khiến người con trai khác của ông là al-Mutahhar ibn Yahya vô cùng tức giận. Al-Mutahhar bị què, vì vậy ông không đủ tiêu chuẩn để trở thành imamate. Ông thúc giục Oais Pasha, thống đốc thuộc địa Ottoman ở Zabid, tấn công cha mình. Thật vậy, quân đội Ottoman được lực lượng bộ lạc trung thành với Imam al-Mutahhar hỗ trợ đã tấn công Taiz và tiến về phía bắc hướng tới Sana'a vào tháng 8 năm 1547. Người Thổ Nhĩ Kỳ chính thức phong Imam al-Mutahhar làm Sanjak-bey có thẩm quyền đối với 'Amran. Imam al-Mutahhar đã ám sát thống đốc thuộc địa Ottoman và chiếm lại Sana'a, nhưng quân Ottoman, do Özdemir Pasha chỉ huy, đã buộc al-Mutahhar phải rút lui về pháo đài của mình ở Thula. Özdemir Pasha thực sự đã đặt Yemen dưới sự cai trị của Ottoman từ năm 1552 đến năm 1560. Özdemir qua đời tại Sana'a vào năm 1561 và được kế vị bởi Mahmud Pasha.
Mahmud Pasha được các viên chức Ottoman khác mô tả là một thống đốc tham nhũng và vô đạo đức, và ông đã bị Ridvan Pasha thay thế vào năm 1564. Đến năm 1565, Yemen bị chia thành hai tỉnh, vùng cao nguyên do Ridvan Pasha chỉ huy và Tihamah do Murad Pasha chỉ huy. Imam al-Mutahhar đã phát động một chiến dịch tuyên truyền trong đó ông tuyên bố rằng nhà tiên tri Mohammed đã đến gặp ông trong một giấc mơ và khuyên ông nên tiến hành cuộc thánh chiến chống lại người Ottoman. Al-Mutahhar đã lãnh đạo các bộ lạc chiếm Sana'a từ Ridvan Pasha vào năm 1567. Khi Murad cố gắng giải cứu Sana'a, những người bộ lạc vùng cao đã phục kích đơn vị của ông và tàn sát tất cả bọn họ. Hơn 80 trận chiến đã diễn ra. Cuộc chạm trán quyết định cuối cùng diễn ra ở Dhamar vào khoảng năm 1568, trong đó Murad Pasha bị chặt đầu và đầu của ông được gửi đến al-Mutahhar ở Sana'a. Đến năm 1568, chỉ còn Zabid vẫn nằm dưới sự chiếm hữu của người Thổ Nhĩ Kỳ.

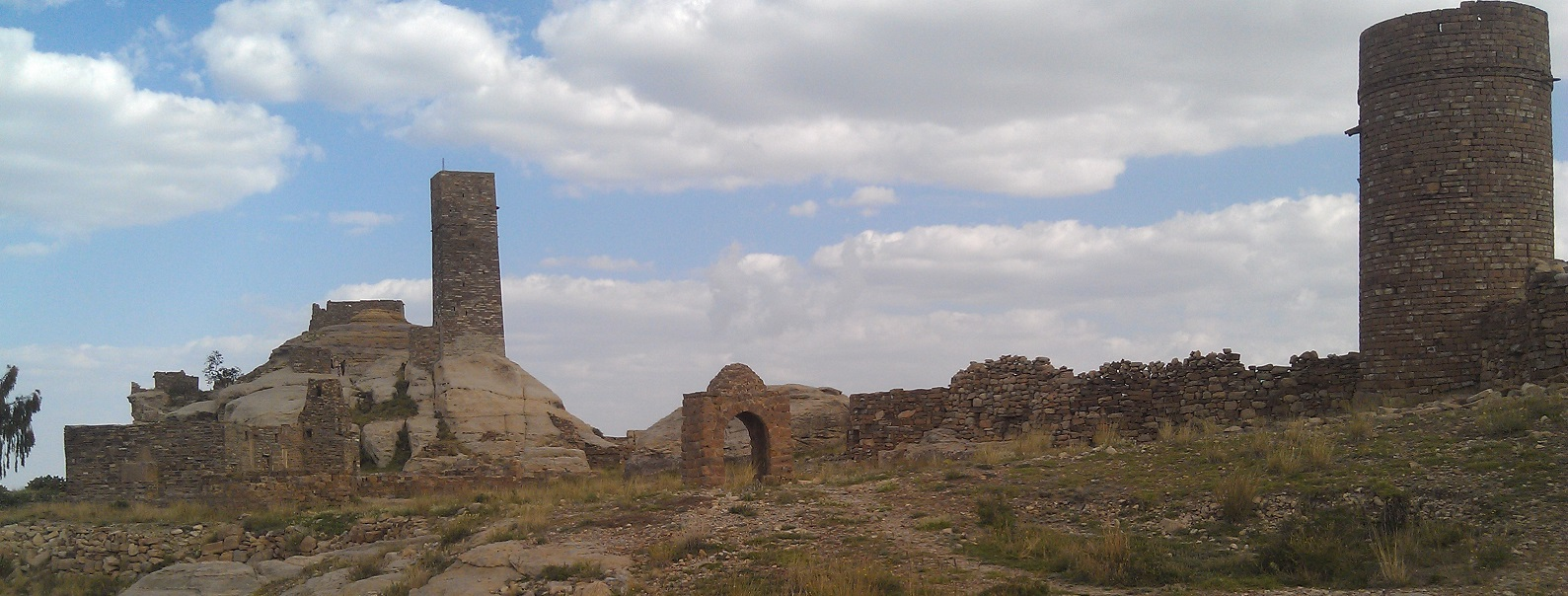
Tàn tích của pháo đài Thula ở 'Amran, nơi al-Mutahhar ibn Yahya đã cố thủ chống lại các cuộc tấn công của quân Ottoman

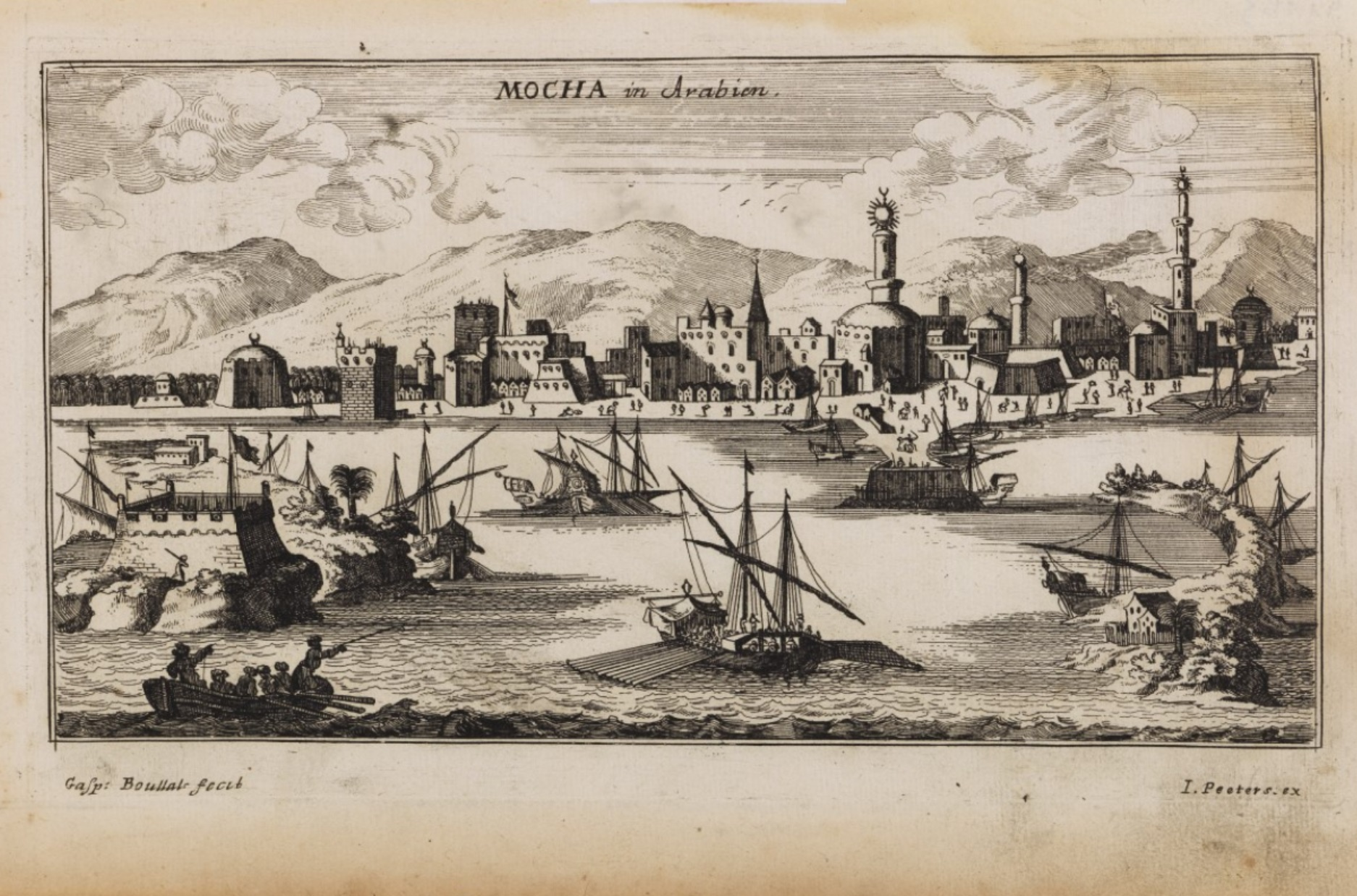
Mokha là cảng đông đúc nhất của Yemen vào thế kỷ 17 và 18.

Năm 1632, Al-Mu'ayyad Muhammad đã cử một lực lượng viễn chinh gồm 1.000 người để chinh phục Mecca. Quân đội tiến vào thành phố trong chiến thắng và giết chết thống đốc của thành phố. Người Ottoman đã cử một đội quân từ Ai Cập đến để chiến đấu với người Yemen. Thấy rằng quân đội Thổ Nhĩ Kỳ quá đông để có thể đánh bại, quân đội Yemen đã rút lui đến một thung lũng bên ngoài Mecca. Quân đội Ottoman đã tấn công người Yemen bằng cách ẩn náu tại các giếng cung cấp nước cho họ. Kế hoạch này đã diễn ra thành công, khiến người Yemen thương vong hơn 200 người, hầu hết là do khát nước. Những người trong bộ lạc cuối cùng đã đầu hàng và trở về Yemen. AAl-Mu'ayyad Muhammad qua đời vào năm 1644. Ông được kế vị bởi Al-Mutawakkil Isma'il, một người con trai khác của al-Mansur al-Qasim, người đã chinh phục toàn bộ Yemen.
Yemen trở thành quốc gia sản xuất cà phê duy nhất trên thế giới. Quốc gia này đã thiết lập quan hệ ngoại giao với triều đại Safavid của Ba Tư, người Ottoman của Hejaz, Đế chế Mughal ở Ấn Độ và Ethiopia. Trong nửa đầu thế kỷ 18, người châu Âu đã phá vỡ thế độc quyền của Yemen về cà phê bằng cách buôn lậu cây cà phê và trồng chúng ở các thuộc địa của họ ở Đông Ấn, Đông Phi, Tây Ấn và Mỹ Latinh. Các imamate không tuân theo một cơ chế thống nhất để kế vị, và các cuộc cãi vã trong gia đình và sự bất tuân của bộ lạc đã dẫn đến sự suy tàn về mặt chính trị của triều đại Qasimi vào thế kỷ 18.

### Bắc Yemen
Năm 1962, cuộc đảo chính quân sự được sự trợ giúp của Ai Cập đã lật đổ vị Giáo trưởng Hồi giáo với sự ra đời của nền cộng hòa. Phái bảo hoàng, do Ả Rập Xê Út yểm trợ, đã tiến hành cuộc chiến chống lại những người cộng hòa và quân đội Viễn chinh Ai Cập. Năm 1972, cuộc chiến tranh giữa hai miền Yemen bùng nổ và kết thúc bằng một hiệp ước dự kiến thống nhất đất nước nhưng vẫn không có hiệu lực. Năm 1974, Đại tá Ibrahim al-Hamdi lên nắm quyền và thành công trong việc thực thi quyền lực của chính phủ trung ương trên toàn lãnh thổ Bắc Yemen. Cuộc mưu sát Tổng thống Cộng hòa Ả Rập Yemen (1978) đã dẫn đến việc cắt đứt các mối quan hệ ngoại giao, cuộc chiến tranh giữa hai nước lại bùng nổ. Trung tá Ali Abdullah Saleh được bổ nhiệm vào chức vụ Tổng thống. Năm 1980, Saleh kêu gọi sự giúp đỡ của Liên Xô, bất chấp áp lực từ Hoa Kỳ và Ả Rập Xê Út, cải thiện các mối quan hệ với Nam Yemen. Tái đắc cử năm 1983 và năm 1988, Saleh đã ký kết với Nam Yemen một hiệp ước nhằm thực hiện tiến trình thống nhất đất nước năm 1989 và có hiệu lực năm 1990.

### Nam Yemen
- Năm 1962, Nam Yemen (còn được gọi là Yemen Miền Nam) phát động cuộc nổi dậy chống lại sự cai trị của vương quốc Anh và quyết định tách khỏi chính phủ Yemen chính thức.
- Mặt trận giải phóng dân tộc (National Liberation Front - NLF) là tổ chức chủ lực lãnh đạo cuộc đấu tranh độc lập ở Nam Yemen.
- Năm 1967, Nam Yemen tuyên bố độc lập và đổi tên thành Cộng hòa Nhân dân Xã hội chủ nghĩa Yemen (People's Democratic Republic of Yemen - PDRY). Salim Ali Rubayyi trở thành Chủ tịch nước đầu tiên của PDRY.
- Salim Ali Rubayyi xây dựng chế độ xã hội chủ nghĩa ở PDRY, trong đó có sự can thiệp mạnh mẽ của Đảng Xã hội chủ nghĩa Yemen (Yemen Socialist Party - YSP).
- Năm 1978, Salim Ali Rubayyi bị một đảng phái trong quân đội lật đổ. Ali Nasir Muhammad trở thành Chủ tịch nước mới và giữ cương vị lãnh đạo của Đảng Xã hội chủ nghĩa Yemen.
- Năm 1986, Ali Nasir Muhammad bị lật đổ trong một cuộc đảo chính và xảy ra cuộc nội chiến kéo dài 15 ngày giữa các phe phái đối lập. Cuộc nội chiến này đã gây thiệt mạng cho khoảng 12.000 người.
- Sau cuộc nội chiến, Abu Bakr al-Attas trở thành nhà lãnh đạo mới của PDRY. Ông tạo mối quan hệ thân thiện với Yemen Bắc (cũng được gọi là Yemen Cộng hòa) và cuối cùng dẫn đến việc thống nhất hai miền thành Yemen thống nhất vào năm 1990.

### Thống nhất
Sau cuộc họp thượng đỉnh tại thành phố Aden vào ngày 22 tháng 5 năm 1990, các nhà lãnh đạo Yemen Miền Nam và Yemen Bắc đã đạt được thỏa thuận thống nhất đất nước và tuyên bố thành lập Nhà nước Cộng hòa Yemen. Ali Abdullah Saleh đã trở thành Tổng thống của Yemen thống nhất.
Tuy nhiên, sau thống nhất, căng thẳng giữa hai miền Yemen đã leo thang thành cuộc chiến tranh năm 1994. Cuộc chiến này được coi là cuộc xung đột giữa các thế lực trong chính phủ và quân đội từ cả miền Nam và miền Bắc. Lực lượng miền Bắc, được lãnh đạo bởi Tổng thống Ali Abdullah Saleh và Đảng Quốc gia Yemen, đã giành chiến thắng và thiết lập quyền lực vững mạnh cho Saleh và đảng cầm quyền.
Sau cuộc chiến tranh năm 1994, Ali Abdullah Saleh tiếp tục nắm quyền lực và lãnh đạo Yemen trong nhiều năm. Ông đã đảm nhận chức Tổng thống Yemen cho đến khi bị lật đổ trong cuộc cách mạng Yemen năm 2011.

## Chính trị
Yemen là một nước cộng hòa với cơ quan lập pháp lưỡng viện. Theo hiến pháp năm 1991, một tổng thống được bầu, một Hội đồng dân biểu gồm 301 ghế được bầu và một Hội đồng Shura gồm 111 thành viên được chỉ định chia sẻ quyền lực. Tổng thống là nguyên thủ quốc gia, và Thủ tướng là người đứng đầu chính phủ. Tại Sana'a, một Hội đồng Chính trị Tối cao (không được quốc tế công nhận) thành lập chính phủ.
Hiến pháp năm 1991 quy định rằng tổng thống được bầu bằng phổ thông đầu phiếu từ ít nhất hai ứng cử viên được ít nhất 15 thành viên của Nghị viện tán thành. Đến lượt thủ tướng, do tổng thống bổ nhiệm và phải được 2/3 Nghị viện phê chuẩn. Nhiệm kỳ của tổng thống là bảy năm và nhiệm kỳ của đâị biểu quốc hội là sáu năm. Quyền bầu cử phổ biến đối với những người từ 18 tuổi trở lên, nhưng chỉ những người theo đạo Hồi mới có thể giữ chức vụ dân cử.
Tổng thống Ali Abdullah Saleh trở thành tổng thống được bầu đầu tiên của Yemen thống nhất vào năm 1999 (mặc dù ông đã là Tổng thống của Yemen thống nhất từ năm 1990 và tổng thống của Bắc Yemen từ năm 1978). Ông được bầu lại vào chức vụ vào tháng 9 năm 2006. Chiến thắng của Saleh được đánh dấu bằng một cuộc bầu cử mà giới quan sát quốc tế đánh giá là "tự do một phần", mặc dù cuộc bầu cử đi kèm với bạo lực, vi phạm quyền tự do báo chí và cáo buộc gian lận. Cuộc bầu cử Quốc hội được tổ chức vào tháng 4 năm 2003 và  đảng Đại hội đại biểu Nhân dân (General People's Congress - GPC) duy trì đa số tuyệt đối. Saleh hầu như không bị tranh chấp trong ghế quyền lực của mình cho đến năm 2011, khi sự thất vọng của địa phương về việc ông từ chối tổ chức một vòng bầu cử khác, kết hợp với tác động của Mùa xuân Ả Rập 2011, dẫn đến các cuộc biểu tình lớn. Năm 2012, ông buộc phải từ chức, mặc dù ông vẫn là một nhân vật quan trọng trong chính trường Yemen, đồng minh với người Houthis trong thời gian họ tiếp quản vào giữa những năm 2010.
Hiến pháp yêu cầu một nền tư pháp độc lập. Các bộ luật miền Bắc và miền Nam trước đây đã được thống nhất. Hệ thống pháp luật bao gồm các tòa án thương mại riêng biệt và một Tòa án tối cao có trụ sở tại Sana'a. Sharia Sharia là nguồn luật chính, với nhiều phiên tòa được tranh luận theo cơ sở tôn giáo của luật và nhiều thẩm phán là các học giả tôn giáo cũng như các cơ quan pháp luật. Đạo luật Tổ chức Cơ quan Quản lý Nhà tù, Sắc lệnh Cộng hòa số 48 (1981), và các quy định của Đạo luật Nhà tù, cung cấp khuôn khổ pháp lý để quản lý hệ thống nhà tù của đất nước.

### Đối ngoại

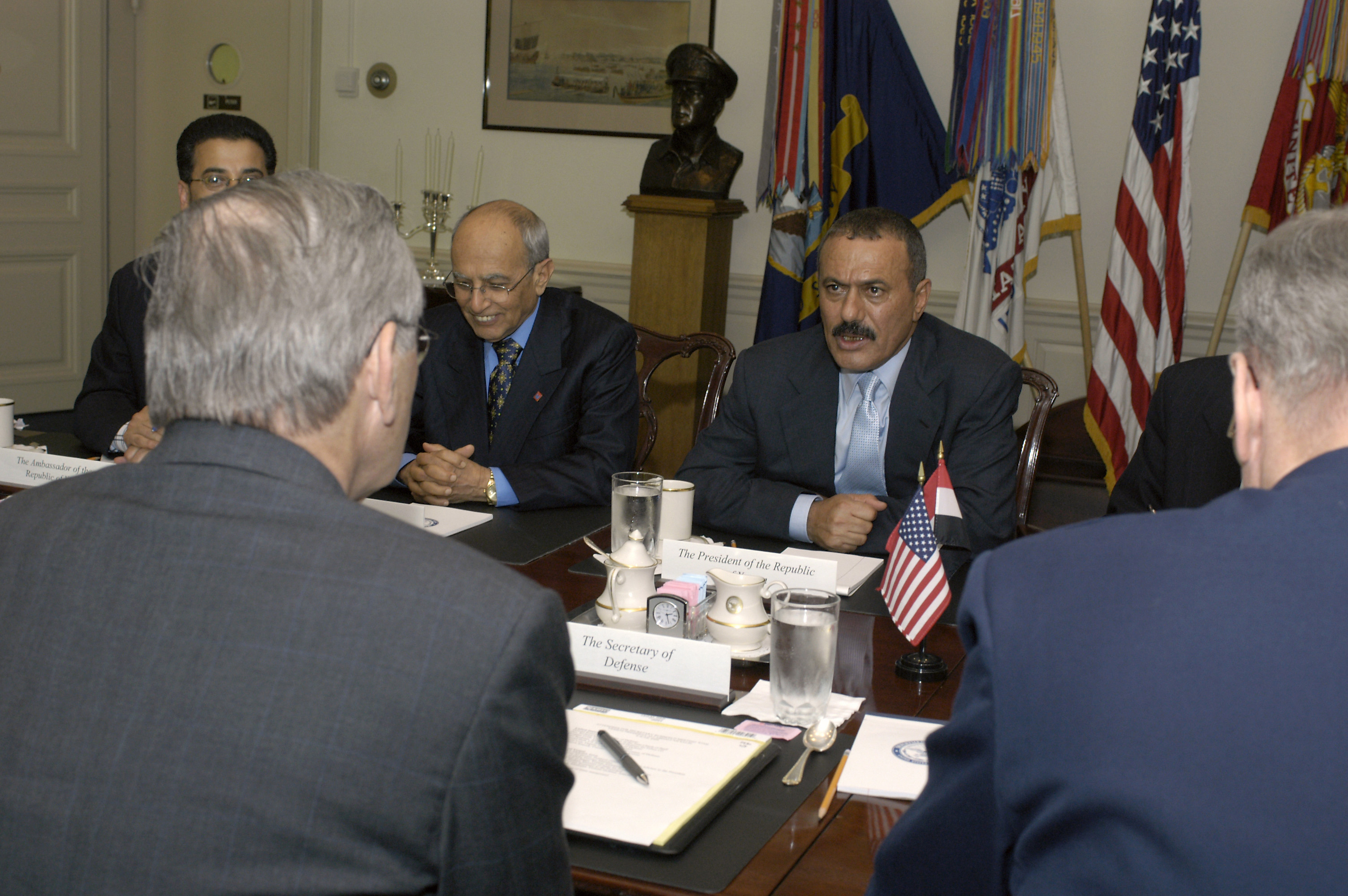
Cựu Tổng thống Yemen Ali Abdullah Saleh tại Lầu Năm Góc, ngày 8 tháng 6 năm 2004

Vị trí địa lý và các lãnh tụ cai trị của Bắc Yemen đã giữ cho đất nước bị cô lập khỏi ảnh hưởng của nước ngoài trước năm 1962. Mối quan hệ của nước này với Ả Rập Xê-út được xác định bởi Hiệp định Taif năm 1934, trong đó phân định phần cực bắc của biên giới giữa hai vương quốc và thiết lập khuôn khổ cho thương mại và giao hợp khác. Hiệp định Taif đã được gia hạn định kỳ trong 20 năm, và hiệu lực của nó được tái khẳng định vào năm 1995. Quan hệ với chính quyền thuộc địa Anh ở Aden và miền nam thường căng thẳng.
Các Phái đoàn Viện trợ của Liên Xô và Trung Quốc được thành lập vào năm 1958 và 1959 là những đơn vị quan trọng đầu tiên không theo đạo Hồi ở Bắc Yemen. Sau cuộc cách mạng tháng 9 năm 1962, Cộng hòa Ả Rập Yemen trở thành đồng minh chặt chẽ và phụ thuộc nhiều vào Ai Cập. Saudi Arabia hỗ trợ phe bảo hoàng trong nỗ lực đánh bại phe Cộng hòa và không công nhận Cộng hòa Arab Yemen cho đến năm 1970.Đồng thời, Saudi Arabia duy trì liên hệ trực tiếp với các bộ tộc Yemen, điều này đôi khi làm căng thẳng quan hệ chính thức với Chính phủ Yemen. Ả Rập Xê-út vẫn thù địch với bất kỳ hình thức cải cách chính trị và xã hội nào ở Yemen và tiếp tục hỗ trợ tài chính cho giới tinh hoa bộ lạc.
Vào tháng 2 năm 1989, Bắc Yemen cùng với Iraq, Jordan và Ai Cập thành lập Hội đồng Hợp tác Ả Rập (ACC), một tổ chức được thành lập một phần để đáp lại sự thành lập của Hội đồng Hợp tác Vùng Vịnh và nhằm thúc đẩy hợp tác và hội nhập kinh tế chặt chẽ hơn giữa các thành viên.Sau khi thống nhất, Cộng hòa Yemen được chấp nhận là thành viên của ACC thay cho tiền thân YAR của nó. Sau cuộc khủng hoảng Vịnh Ba Tư, ACC ngừng hoạt động. Yemen không phải là thành viên của Hội đồng Hợp tác Vùng Vịnh chủ yếu là cho chính phủ cộng hòa của nó.
Yemen là thành viên của Liên hợp quốc, Liên đoàn Ả Rập và Tổ chức Hợp tác Hồi giáo, đồng thời cũng tham gia vào phong trào không liên kết. Cộng hòa Yemen nhận trách nhiệm về tất cả các hiệp ước và các khoản nợ của các nước tiền nhiệm là Cộng hòa Ả Rập Yemen (YAR) và Cộng hòa Dân chủ Nhân dân Yemen (PDRY). Yemen đã tham gia Hiệp ước không phổ biến vũ khí hạt nhân.

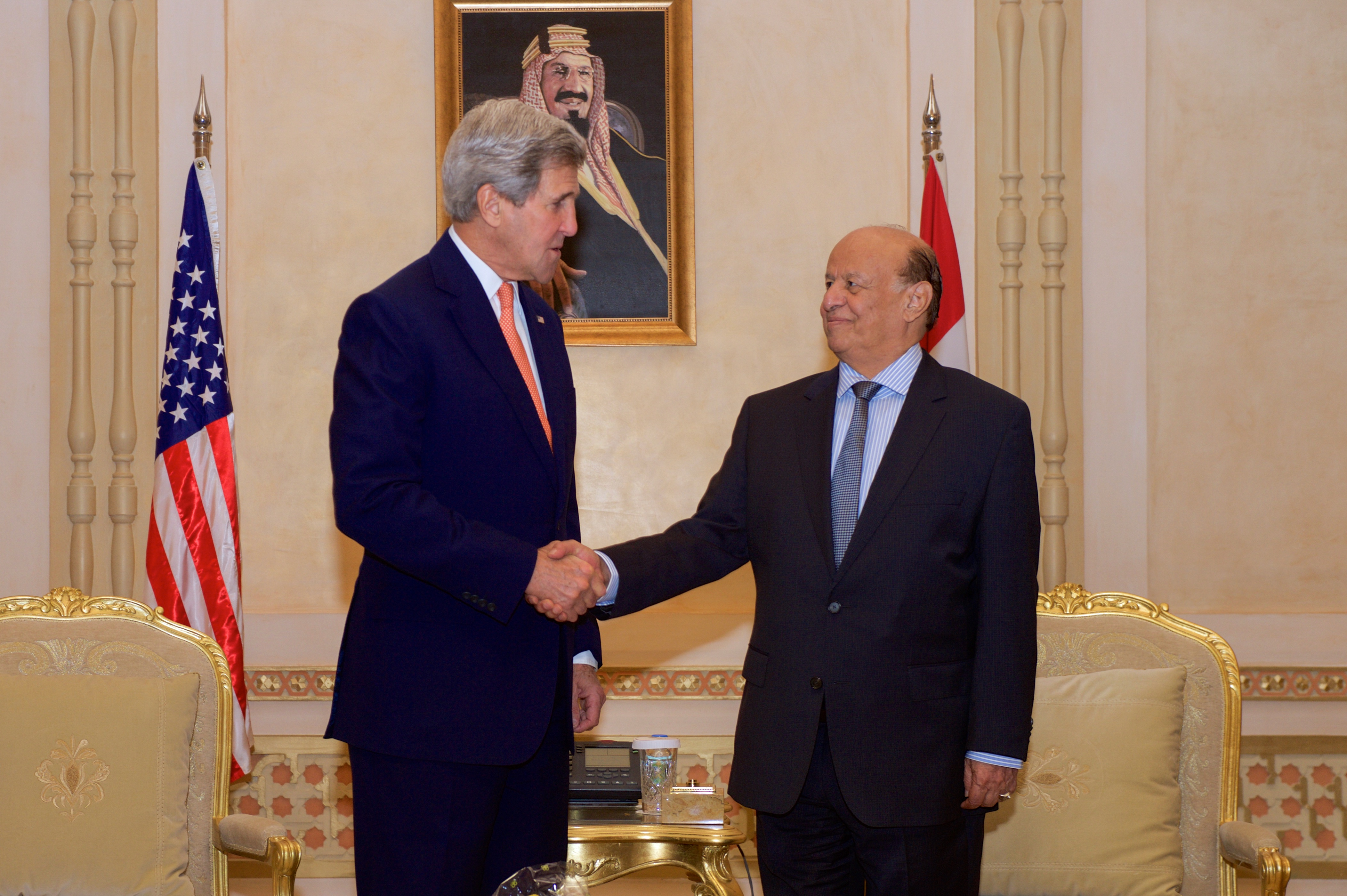
Tổng thống Yemen bị lật đổ Abdrabbuh Mansur Hadi với Ngoại trưởng Mỹ John Kerry, ngày 7 tháng 5 năm 2015

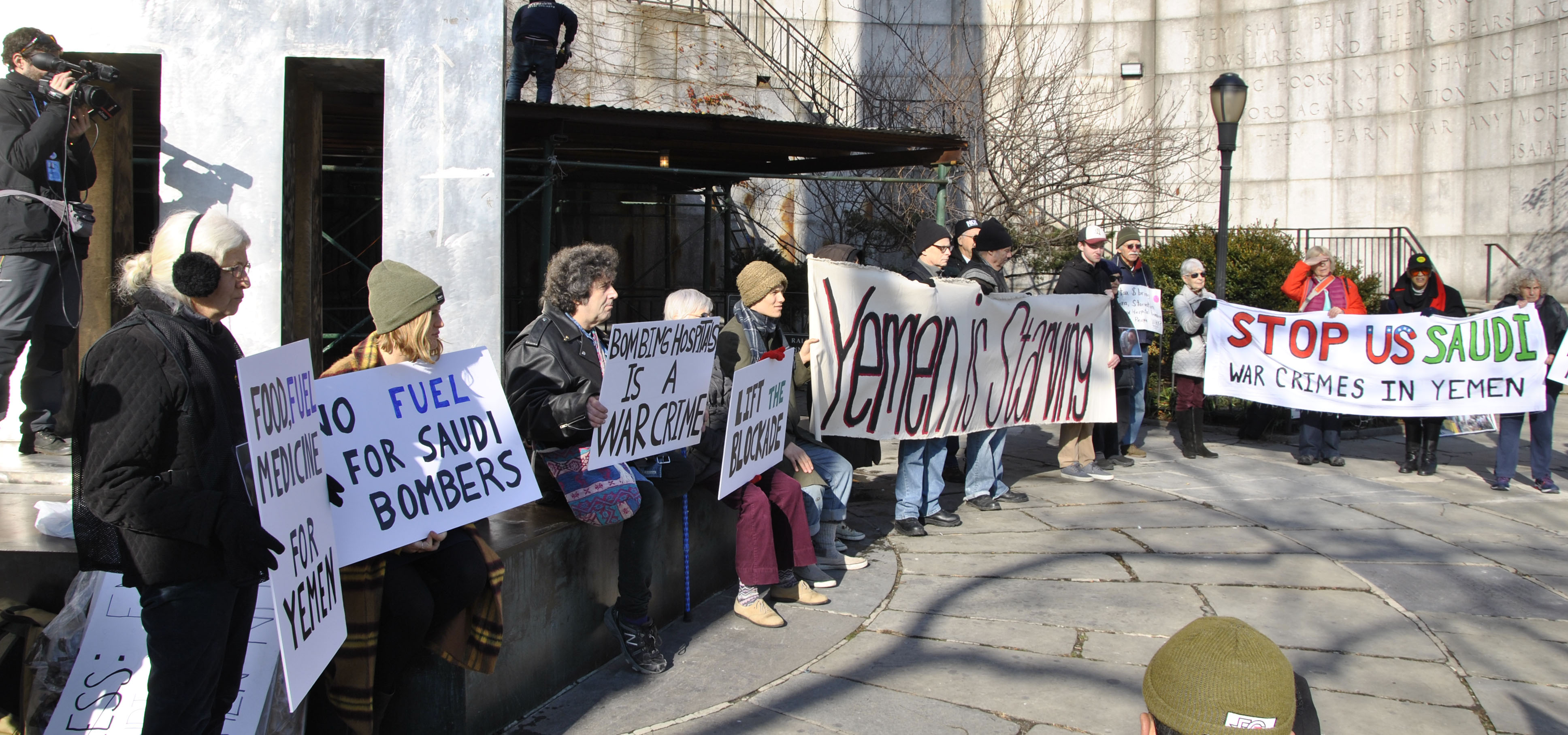
Biểu tình phản đối việc Ả Rập Saudi phong tỏa Yemen, Thành phố New York, 2017

Kể từ khi kết thúc cuộc nội chiến năm 1994, tiến bộ rõ ràng đã đạt được trên mặt trận ngoại giao trong việc khôi phục quan hệ bình thường với các nước láng giềng của Yemen. Vào mùa hè năm 2000, Yemen và Saudi Arabia đã ký Hiệp ước Biên giới Quốc tế giải quyết tranh chấp kéo dài 50 năm về vị trí của biên giới giữa hai nước. Cho đến khi ký hiệp ước hòa bình Yemen-Saudi Arabia vào tháng 7 năm 2000, biên giới phía bắc của Yemen vẫn chưa được xác định, Sa mạc Ả Rập đã ngăn cản mọi sự cư trú của con người ở đó. Yemen đã giải quyết tranh chấp với Eritrea về quần đảo Hanish vào năm 1998. Hàng rào Ả Rập Xê Út - Yemen được Ả Rập Xê Út xây dựng nhằm chống lại dòng người nhập cư bất hợp pháp và chống buôn lậu ma túy và vũ khí. Tờ Independent đã dẫn lời một bài báo viết "Ả Rập Xê-út, một trong những nước chỉ trích mạnh mẽ nhất trong thế giới Ả Rập về" hàng rào an ninh "của Israel ở Bờ Tây, đang âm thầm noi gương Israel bằng cách dựng một hàng rào dọc theo biên giới với Yemen."
Vào tháng 3 năm 2020, chính quyền Trump và các đồng minh chủ chốt của Mỹ, bao gồm Ả Rập Xê-út và Các Tiểu vương quốc Ả Rập Thống nhất, đã cắt hàng chục triệu đô la cho các chương trình chăm sóc sức khỏe và các khoản viện trợ khác theo lời kêu gọi của Liên hợp quốc dành cho Yemen.  Do việc cắt giảm kinh phí, Văn phòng Điều phối các vấn đề Nhân đạo của Liên hợp quốc (UNOCHA) tuyên bố rằng các cơ quan của Liên hợp quốc đã buộc phải đóng cửa hoặc cắt giảm hơn 75% các chương trình của mình chỉ trong năm đó, ảnh hưởng đến hơn 8 triệu người. Ả Rập Saudi từng dẫn đầu một liên minh quân sự do phương Tây hậu thuẫn, bao gồm Các Tiểu vương quốc Ả Rập Thống nhất là thành viên chủ chốt, đã can thiệp vào Yemen vào năm 2015, trong nỗ lực khôi phục chính phủ bị phong trào Houthi lật đổ. Liên hợp quốc mô tả tình hình ở Yemen, nơi cuộc chiến đã giết chết hàng chục nghìn người và khiến hàng triệu người trên bờ vực nạn đói, là cuộc khủng hoảng nhân đạo tồi tệ nhất thế giới.

### Quân sự

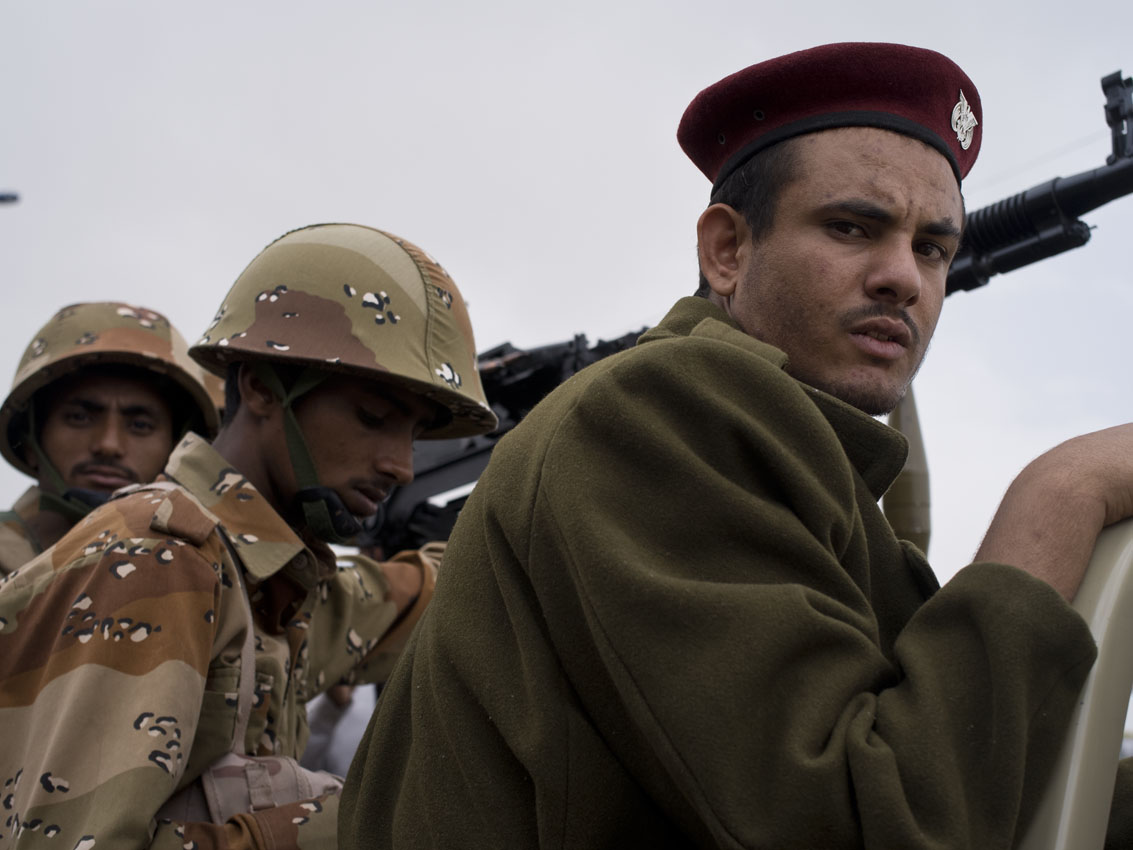
Soldiers of the Yemeni Army in 2011.

Các lực lượng quân sự của Yemen bao gồm quân đội Yemen (bao gồm Vệ binh Cộng hòa), Hải quân (bao gồm cả thủy quân), Không Quân (Al Quwwat al Jawwiya al Yamaniya; Bao gồm Phòng không).  Một cuộc tái tổ chức lớn của các lực lượng vũ trang vẫn tiếp tục. Các lực lượng phòng không và không quân thống nhất hiện nằm dưới một quyền chỉ huy. Hải quân tập trung ở Aden. Tổng số lực lượng vũ trang có khoảng 401.000 quân nhân tại ngũ, bao gồm cả lính nghĩa vụ đặc biệt. Cộng hòa Ả Rập Yemen và Cộng hòa Dân chủ Nhân dân Yemen tham gia thành lập Cộng hòa Yemen vào ngày 22 tháng 5 năm 1990. Tư lệnh tối cao của các lực lượng vũ trang là Tổng thống Cộng hòa Yemen.
Số lượng quân nhân ở Yemen tương đối cao; nói chung, Yemen có lực lượng quân sự lớn thứ hai trên Bán đảo Ả Rập sau Ả Rập Xê-út. Năm 2012, tổng quân số tại ngũ ước tính như sau: quân số 390.000 người; hải quân, 7.000; và không quân, 5.000. Vào tháng 9 năm 2007, chính phủ tuyên bố khôi phục nghĩa vụ quân sự bắt buộc.  Ngân sách quốc phòng của Yemen, năm 2006 chiếm khoảng 40% tổng ngân sách chính phủ, dự kiến sẽ vẫn ở mức cao trong thời gian tới, khi dự thảo quân sự có hiệu lực và các mối đe dọa an ninh nội bộ tiếp tục leo thang. Đến năm 2012, Yemen có 401.000 quân nhân tại ngũ.

### Nhân quyền
Chính phủ và lực lượng an ninh của họ, thường bị coi là nạn tham nhũng tràn lan, đã phải chịu trách nhiệm về tra tấn, đối xử vô nhân đạo và hành quyết phi pháp luật. Có những vụ bắt bớ tùy tiện công dân, đặc biệt là ở miền nam, cũng như khám xét nhà tùy tiện. Việc giam giữ kéo dài trước khi xét xử là một vấn đề nghiêm trọng, và sự tham nhũng của tư pháp, sự kém hiệu quả và sự can thiệp của hành pháp làm suy yếu quy trình tố tụng. Tự do ngôn luận, báo chí và tôn giáo đều bị hạn chế. Các nhà báo chỉ trích chính phủ thường bị cảnh sát sách nhiễu và đe dọa. Đồng tính luyến ái là bất hợp pháp, bị trừng phạt bằng cái chết.
Kể từ khi cuộc nổi dậy của người Shia bắt đầu, nhiều người bị buộc tội ủng hộ al-Houthi đã bị bắt và giam giữ mà không bị buộc tội hoặc xét xử. Theo Báo cáo Tự do Tôn giáo Quốc tế của Bộ Ngoại giao Mỹ năm 2007, "Một số người Zaydis đã báo cáo chính phủ quấy rối và phân biệt đối xử vì họ bị nghi ngờ có thiện cảm với al-Houthis. Tuy nhiên, có vẻ như các hành động của Chính phủ chống lại nhóm này có lẽ là có động cơ về mặt chính trị, không phải về mặt tôn giáo."
Ủy ban Người tị nạn và Nhập cư Hoa Kỳ đã báo cáo một số vi phạm về quyền của người tị nạn và người xin tị nạn trong Cuộc khảo sát về người tị nạn thế giới (World Refugee Survey) năm 2008 của tổ chức. Các nhà chức trách Yemen cho biết đã trục xuất nhiều người nước ngoài mà không cho họ tiếp cận Cao ủy Liên hợp quốc về người tị nạn, bất chấp các yêu cầu của Liên hợp quốc nhiều lần. Những người tị nạn cho biết thêm rằng chính quyền Yemen đã chống lại họ khi sống trong các trại tị nạn. Các quan chức Yemen được cho là đã cưỡng hiếp và đánh đập những người tị nạn trong trại không bị trừng phạt vào năm 2007.
Yemen được xếp hạng cuối cùng trong số 135 quốc gia trong Báo cáo Khoảng cách Giới toàn cầu năm 2012. Tổ chức Theo dõi Nhân quyền đã báo cáo về tình trạng phân biệt đối xử và bạo lực đối với phụ nữ cũng như về việc xóa bỏ độ tuổi kết hôn tối thiểu là mười lăm đối với phụ nữ. Thay vào đó, bắt đầu dậy thì (được một số người giải thích là thấp nhất là 9 tuổi) được đặt ra như một yêu cầu cho việc kết hôn. Việc công khai vụ án đứa trẻ 10 tuổi người Yemen ly hôn Nujood Ali đã khiến vấn đề tảo hôn không chỉ ở Yemen mà trên toàn thế giới trở nên nổi cộm.
Năm 2017, Hội đồng Nhân quyền Liên hợp quốc đã bỏ phiếu thành lập một nhóm chuyên gia để điều tra các hành vi bị nghi ngờ vi phạm luật nhân đạo và nhân quyền ở Yemen. Vào tháng 12 năm 2021, The Guardian tiết lộ, Ả Rập Xê Út đã sử dụng "các biện pháp khuyến khích và đe dọa" như một phần của chiến dịch gây áp lực nhằm chấm dứt cuộc điều tra của Liên Hợp Quốc về các vi phạm nhân quyền ở Yemen.
Ngày 30 tháng 6 năm 2020, một nhóm nhân quyền đã tiết lộ quy mô tra tấn và cái chết trong các trung tâm giam giữ không chính thức của Yemen. Các lực lượng UAE và Ả Rập Xê Út chịu trách nhiệm về một số cách đối xử gây sốc nhất đối với các tù nhân, bao gồm việc bị treo ngược trong nhiều giờ và tra tấn tình dục như đốt bộ phận sinh dục.

#### Buôn người
Báo cáo về Nạn buôn người năm 2013 của Bộ Ngoại giao Hoa Kỳ đã xếp Yemen là quốc gia Cấp 3, có nghĩa là chính phủ nước này không tuân thủ đầy đủ các tiêu chuẩn tối thiểu về chống buôn bán người và không có nỗ lực đáng kể để làm như vậy.
Yemen chính thức xóa bỏ chế độ nô lệ vào năm 1962, nhưng nó vẫn đang được thực hiện.
Ngày 22 tháng 6 năm 2020, Tổ chức Theo dõi Nhân quyền đã viết thư ngỏ cho Tổng thư ký Liên hợp quốc về báo cáo “Trẻ em và Xung đột vũ trang” nhằm cải thiện việc bảo vệ trẻ em ở Yemen và ở Myanmar. Tổ chức Ân xá cho biết, Hội đồng Bảo an Liên hợp quốc phải khẩn trương sửa chữa cơ chế giám sát và báo cáo đối với trẻ em bị ảnh hưởng bởi xung đột vũ trang.
Ngày 14 tháng 9 năm 2020, Tổ chức Theo dõi Nhân quyền đã yêu cầu chấm dứt sự can thiệp của phiến quân Houthi và các cơ quan chức năng khác vào các hoạt động viện trợ ở Yemen, vì hàng triệu sinh mạng phụ thuộc vào các hoạt động viện trợ đang bị đe dọa.

### Phân chia hành chính
Tính đến cuối năm 2004, Yemen được chia thành 20 tỉnh (muhafazat – mới nhất là Raymah, được thành lập vào năm 2004)  với một đô thị được gọi là "Amanat Al-Asemah" (sau này có thủ đô hiến pháp, Sana'a). Thêmmộtt tỉnh (Soqatra Governorate) được thành lập vào tháng 12 năm 2013 bao gồm Đảo Socotra (góc dưới bên phải bản đồ), trước đây là một phần của Tỉnh Hadramaut. Các tỉnh được chia thành 333 huyện (muderiah), được chia thành 2.210 phó huyện, và tiếp tục chia thành 38.284 làng (tính đến năm 2001).
Vào năm 2014, một hội đồng hiến pháp đã quyết định chia đất nước thành sáu khu vực—bốn ở phía bắc, hai ở phía nam và thủ đô Sana'a không thuộc khu vực nào—tạo ra một mô hình  liên bang. Đề xuất liên bang này là một yếu tố góp phần dẫn đến cuộc đảo chính sau đó của lực lượng Houthis chống lại chính phủ.
Tính đến tháng 2 năm 2004, Yemen được chia thành 20 vùng và 1 thành phố thủ đô.
| Vùng             | Thủ phủ     | Dân số Thống kê năm 2004 | Dân số Thống kê năm 2006. | Thứ tự |
| ---------------- | ----------- | ------------------------ | ------------------------- | ------ |
| 'Adan            | Aden        | 589,419                  | 634,710                   | 1      |
| 'Amran           | 'Amran      | 877,786                  | 909,992                   | 2      |
| Abyan            | Zinjibar    | 433,819                  | 454,535                   | 3      |
| Ad Dali          | Ad Dali'    | 470,564                  | 504,533                   | 4      |
| Al Bayda'        | Al Bayda    | 577,369                  | 605,303                   | 5      |
| Al Hudaydah      | Al Hudaydah | 2,157,552                | 2,300,179                 | 6      |
| Al Jawf          | Al Jawf     | 443,797                  | 465,737                   | 7      |
| Al Mahrah        | Al Ghaydah  | 88,594                   | 96,768                    | 8      |
| Al Mahwit        | Al Mahwit   | 494,557                  | 523,236                   | 9      |
| Amanat Al Asimah | Sanaa       | 1,747,834                | 1,947,139                 | 10     |
| Dhamar           | Dhamar      | 1,330,108                | 1,412,142                 | 11     |
| Hadramaut        | Al Mukalla  | 1,028,556                | 1,092,967                 | 12     |
| Hajjah           | Hajjah      | 1,479,568                | 1,570,872                 | 13     |
| Ibb              | Ibb         | 2,131,861                | 2,238,537                 | 14     |
| Lahij            | Lahij       | 722,694                  | 761,160                   | 15     |
| Ma'rib           | Ma'rib      | 238,522                  | 251,668                   | 16     |
| Raymah           | Raymah      | 394,448                  | 418,659                   | 17     |
| Sa'dah           | Sa`dah      | 695,033                  | 746,957                   | 18     |
| Sana'a           | San`a'      | 919,215                  | 957,798                   | 19     |
| Shabwah          | Ataq        | 470,440                  | 494,638                   | 20     |
| Ta'izz           | Ta`izz      | 2,393,425                | 2,513,003                 | 21     |

Hai mươi mốt vùng được chia thành tiếp 333 huyện (muderiah), sau đó được chia thành 2.210 huyện phụ thuộc (sub), và sau đó là 38.284 làng.
1. Saada
2. Al Jawf
3. Hadhramaut
4. Al Mahrah
5. Hajjah
6. 'Amran
7. Al Mahwit
8. Amanat Al Asimah
(Sana'a City)
9. Sana'a
10. Ma'rib
11. Al Hudaydah
12. Raymah
13. Dhamar
14. Ibb
15. Dhale
16. Al Bayda
17. Shabwah
18. Taiz
19. Lahij
20. Abyan
21. Aden
22. Socotra[186]

## Kinh tế
Yemen là nước nghèo của Tây Á. Địa hình khô cằn, sự ẩn náu của Al-Qaeda, không có mấy tài nguyên khoáng sản (dầu mỏ, khí đốt,...) và nạn tham nhũng khiến Yemen là một trong những nước nghèo trên thế giới. Nạn thất nghiệp gia tăng, chính phủ yếu kém, nạn đói,... nên Yemen phần lớn phải nhờ Hoa Kỳ hỗ trợ.
Xét về thu nhập bình quân đầu người, Yemen là một trong những nước nghèo nhất so với các nước Ả Rập khác. Nền kinh tế Yemen dựa vào 3 nguồn chính là khai thác dầu lửa, sản xuất nông nghiệp và đánh cá. Dầu lửa có trữ lượng khoảng 4 tỷ thùng; sản xuất trung bình 402.500 thùng/ngày và tiêu thụ 128.000 thùng/ngày. Khí đốt trữ lượng 480 tỷ m³. Yemen đang cố gắng đa dạng hóa nguồn lợi thu về, không chỉ riêng dầu. Vì vậy, năm 2006 Yemen đã bắt đầu một chương trình cải cách kinh tế chú trọng vào các ngành kinh tế phi dầu mỏ và đầu tư nước ngoài. Kết quả của chương trình này, Yemen đã thu về khoảng 5 tỷ USD từ các dự án phát triển. Bên cạnh đó, những năm gần đây Yemen đã có sự tiến bộ trong việc cải cách các chính sách nhằm khuyến khích đầu tư nước ngoài. Hiện tại, tổng thu nhập về dầu mỏ của Yemen có thể đã tăng cao hơn so với năm 2007, đó là kết quả của giá dầu tăng cao hơn. Ngân sách của Yemen năm 2007 là 7,407 tỷ USD, nhưng con số chi tiêu là 8,177 tỷ USD đã vượt hơn cả ngân sách cả nước. Yemen đang đối mặt với việc nợ cao, chiếm 33,7% của tổng sản phẩm nội địa GDP (theo CIA-2007). Tính đến năm 2016, GDP của Yemen đạt 31.326 USD, đứng thứ 99 thế giới, đứng thứ 33 châu Á và đứng thứ 13 Trung Đông.
Các ngành công nghiệp có một số nhà máy xi măng, dệt, diêm, xà phòng, thuốc lá và nước giải khát (ở miền bắc), cá hộp và dệt, chế biến thực phẩm, hàng thủ công (ở miền Nam). 
Yemen xuất khẩu dầu thô, cà phê, cá khô và cá muối; nhập khẩu lương thực, súc vật, máy móc và các thiết bị, hoá chất.
Các bạn hàng chính: Ấn Độ, Thái Lan, Hàn Quốc, Trung Quốc, Malaysia, Hoa Kỳ, Singapore, Ả Rập Xê Út, Các Tiểu vương quốc Ả Rập thống nhất, Nga, Pháp.
Cơ cấu kinh tế: Nông nghiệp 9,4%, Công nghiệp 52,4%, Dịch vụ 38,1% (2008).
Lực lượng lao động: 6,49 triệu người (CIA-2008), tỷ lệ thất nghiệp chiếm 35% dân số, tỷ lệ người sống dưới mức nghèo đói chiếm 45,2% (2003)
GDP năm 2008: 55,29 tỷ đô la (theo sức mua) và xếp thứ 88 trên thế giới, tính theo tỷ giá hối đoái hiện tại trên các thị trường tiền tệ quốc tế là 27,56 tỷ USD.
GDP bình quân đầu người tính theo sức mua tương đương: 2.400 USD (CIA-2008)
Tốc độ tăng trưởng: 3,2% năm 2008. Lạm phát năm 2008 là 12,5%.
Sản lượng khai thác dầu thô của Yemen trung bình 320.000 thùng/ngày (CIA-2007) và khả năng tiêu thụ dầu 135.000 thùng/ngày (CIA-2006).

### Du lịch
Ngành công nghiệp du lịch của Yemen bị cản trở bởi cơ sở hạ tầng hạn chế cũng như các vấn đề an ninh nghiêm trọng. Khách sạn và nhà hàng của đất nước này nằm dưới các tiêu chuẩn quốc tế, vận tải hàng không và đường phần lớn là không đủ. Bắt cóc khách du lịch nước ngoài vẫn là một mối đe dọa, đặc biệt là bên ngoài các thành phố chính, cùng với vụ đánh bom khủng bố tại cảng Aden trong năm 2000 và 2002, trở thành một trở ngại đáng kể cho du lịch.
Gần đây nhất là tháng 9 năm 2006, các bộ lạc ở tỉnh Shabwa, phía đông thủ đô Sana'a, bắt cóc bốn khách du lịch Pháp trên đường đến Aden. Họ được trả tự do hai tuần sau đó. Tháng 10 năm 2006, Bộ Ngoại giao Mỹ đã nhắc lại cảnh báo cho công dân Mỹ, thúc giục mạnh mẽ họ xem xét cẩn thận những rủi ro khi du lịch đến Yemen. Bộ Ngoại giao Anh đã đưa ra một tư vấn tương tự. Thống kê gần đây cho khách du lịch ở Yemen đã giảm nhiều, năm 2003 chỉ có 155.000 người. Nhưng trong năm 2004, số lượng đã tăng lên đến 274.000 người .

## Nhân khẩu

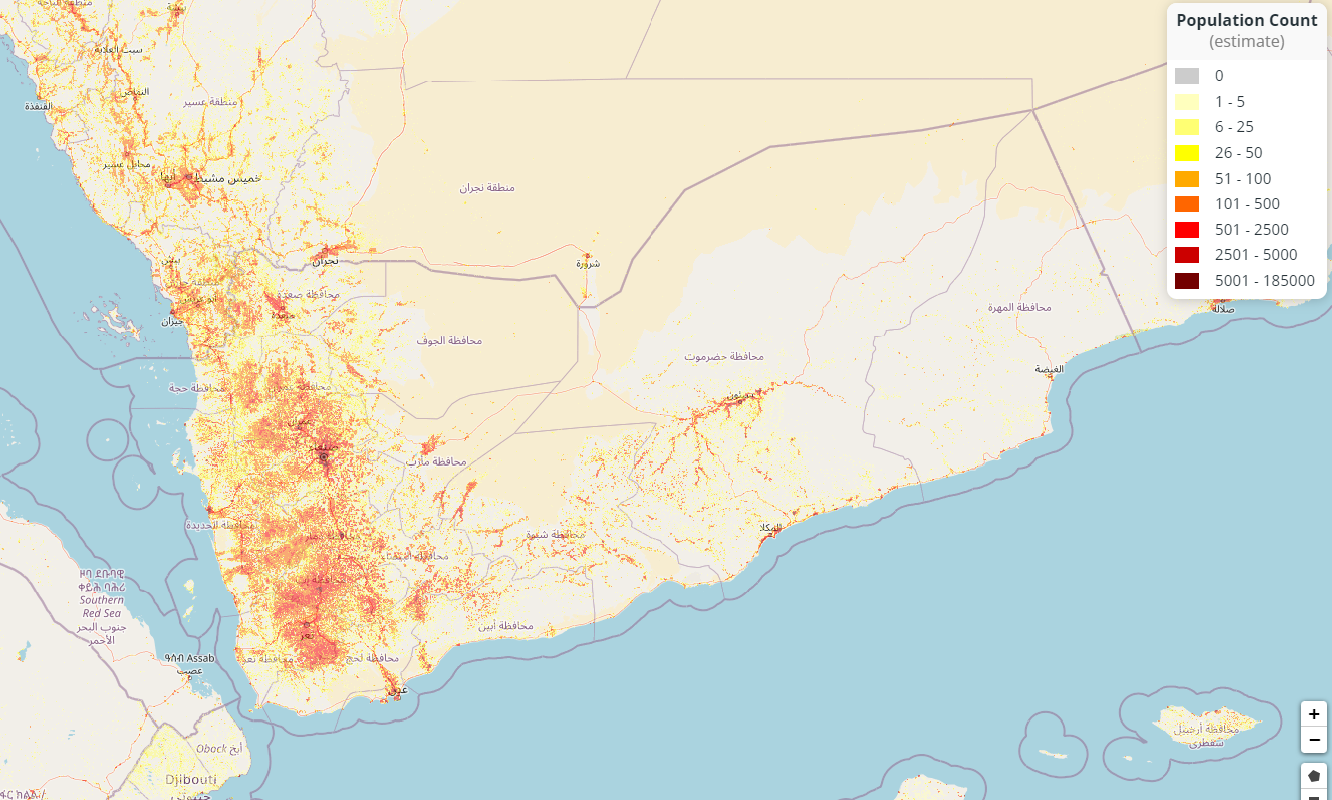
Mật độ dân số của Yemen (2022)

Năm 2021, dân số của Yemen ước tính là 33 triệu người so với 4,3 triệu người vào năm 1950, trong đó 46% dân số dưới 15 tuổi và 2,7% trên 65 tuổi. Năm 2050, dân số của Yemen dự kiến tăng lên 60 triệu người. Tổng tỷ suất sinh của Yemen là 4,45 con trên một phụ nữ. Dân số của Sana'a đã tăng nhanh chóng từ 55.000 người vào năm 1978 đến gần 1 triệu người vào đầu thế kỷ 21.

### Dân tộc
Người Yemen có nguồn gốc chủ yếu từ Ả Rập. Yemen vẫn còn là một xã hội bộ tộc. Ở khu vực miền núi phía Bắc của đất nước là nơi sinh sống của khoảng 400 bộ lạc Zaydi. Ngoài ra còn có các nhóm đẳng cấp di truyền trong các khu đô thị như Al-Akhdam.
Yemen chính thức bãi bỏ chế độ nô lệ vào năm 1962. Người Thổ Nhĩ Kỳ đến Yemen trong quá trình xâm chiếm của đế quốc Ottoman. Ngày hôm nay, có từ 10,000-30,000 người gốc Thổ Nhĩ Kỳ vẫn còn ở trong nước. Ngoài ra, Yemen còn có người Do Thái, cộng đồng Do Thái Yemen hình thành một thiểu số người Do Thái khá lớn ở Yemen với một nền văn hóa khác biệt với cộng đồng Do Thái trên thế giới. Hầu hết đã di cư đến Israel vào giữa thế kỷ XX.
Ước tính có khoảng 100.000 người gốc Ấn Độ đang tập trung ở phần phía nam của đất nước, xung quanh Aden, Mukalla, Shihr, Lahaj, Mokha và Hodeidah.

### Ngôn ngữ
Tiếng Ả Rập là ngôn ngữ chính thức, mặc dù tiếng Anh ngày càng được người dân ở các thành phố lớn sử dụng. Trong khu vực Mahra (cực đông) và đảo Soqotra, một số ngôn ngữ Do Thái và tiếng Ả Rập cổ đại được nói.
Ngôn ngữ chính thức là tiếng Ả Rập tiêu chuẩn hiện đại. Tiếng Ả Rập Yemen được nói trong nhiều tiếng địa phương khu vực.

### Tôn giáo
| Tôn giáo tại Yemen | Tôn giáo tại Yemen | Tôn giáo tại Yemen | Tôn giáo tại Yemen | Tôn giáo tại Yemen |
| ------------------ | ------------------ | ------------------ | ------------------ | ------------------ |
|                    |                    |                    |                    |                    |
| Hồi giáo Sunni     | Hồi giáo Sunni     |                    | 56.36%             | 56.36%             |
| Zaidiyyah          | Zaidiyyah          |                    | 42.10%             | 42.10%             |
| Hồi giáo Shia      | Hồi giáo Shia      |                    | 1.51%              | 1.51%              |
| Salafi             | Salafi             |                    | 0.03%              | 0.03%              |
| Khác               | Khác               |                    | 0.01%              | 0.01%              |

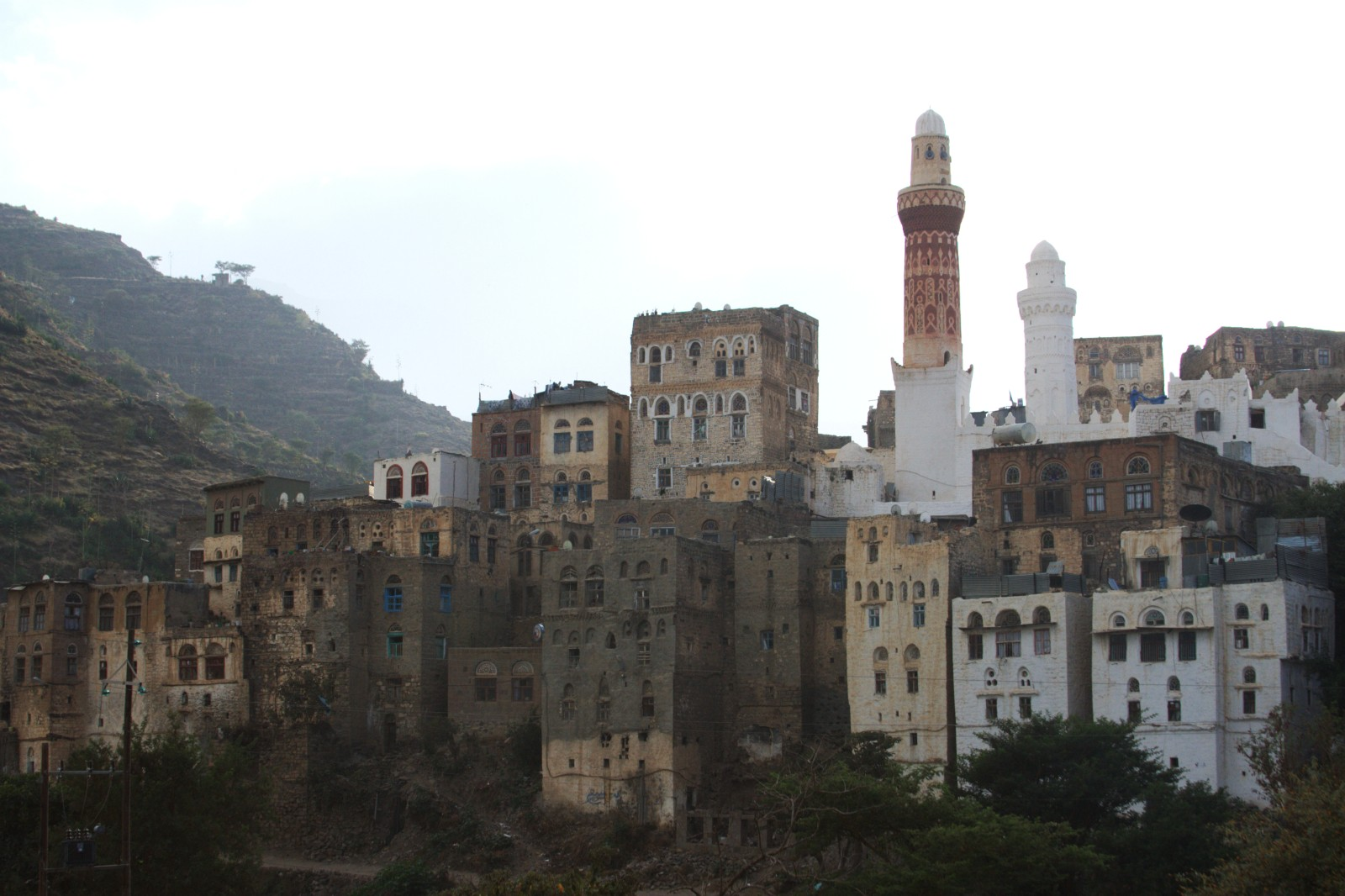
Tháp của một nhà thờ Hồi giáo ở Jibla

Tôn giáo tại Yemen bao gồm chủ yếu hai nhóm tôn giáo Hồi giáo chính, 55% dân số theo đạo Hồi giáo Sunni và 45% là người Shia.
Người Sunni chủ yếu sống ở phía nam và đông nam đất nước. Người Shia là các bộ tộc Zaydis chủ yếu sống ở phía bắc và tây bắc trong khi nhánh Hồi giáo Ismailis sống trong những trung tâm chính như Sana'a và Ma'rib. Có những cộng đồng Hồi giáo hỗn hợp trong các thành phố lớn. Khoảng 1% của Yemen không theo đạo Hồi, gồm các cộng đồng Thiên Chúa giáo, Do Thái giáo, Ấn Độ giáo, hoặc chủ nghĩa vô thần.